# Paul McCartney
Pour les articles homonymes, voir McCartney.
Paul McCartney (prononcé en anglais : [pɔːl məˈkɑː(ɹ)tni]), né le 18 juin 1942 à Liverpool, est un auteur-compositeur-interprète et multi-instrumentiste britannique, jouant aussi bien de la basse et de la contrebasse, de la guitare et du piano, que de la batterie et des percussions.
Né dans une famille modeste d'origine irlandaise, fils d'un musicien amateur et d'une infirmière qui meurt d'un cancer du sein alors qu'il n'est âgé que de 14 ans, il développe à l'adolescence une passion pour la musique et des compétences instrumentales. Le 6 juillet 1957, il rencontre John Lennon et devient membre de son groupe, The Quarrymen, qui évolue pour former — avec George Harrison et Ringo Starr — The Beatles, dont il est le bassiste et un des chanteurs. Au sein du quatuor, à ce jour le groupe le plus populaire et lucratif de l'Histoire, il forme avec Lennon le tandem d'auteurs-compositeurs le plus influent et prolifique de l'histoire du rock, à l'origine de plus de 200 chansons publiées en 45 tours ou sur des albums au succès international.
Tout d'abord guitariste, McCartney se charge de prendre la basse à la suite du départ de Stuart Sutcliffe en 1961. La basse semi-acoustique Höfner 500/1, au corps de violon, devient ainsi indissociable de son image sur scène durant toute sa carrière.
Après la séparation des Beatles en 1970, McCartney lance deux albums en solo (McCartney,sur lequel il est seul musicien, et Ram, unique album de sa discographie à être crédité Paul & Linda McCartney), puis forme le groupe Wings avec sa femme Linda et Denny Laine, un ancien membre des Moody Blues. La formation, à laquelle se grefferont au fil du temps plusieurs autres musiciens, enregistre sept albums studio et un en concert bien accueillis par le public. Après avoir connu une notoriété mondiale, le groupe se dissout en 1981.
Paul McCartney poursuit alors sa carrière en solo, ininterrompue depuis le début des années 2000 : il enchaîne les tournées mondiales avec ses musiciens, Abe Laboriel, Jr. (batterie et chant), Rusty Anderson (guitare et chant), Brian Ray (guitare, basse et chant) et Paul Wickens (claviers, accordéon et chant), qui constituent le groupe avec lequel il joue le plus longtemps durant ses six décennies de carrière. Avec eux, il interprète ses plus grands succès, dont certains ont été écrits ou coécrits il y a plus de soixante ans. Il contribue également à la bande originale de quelques films (dont Live and Let Die, la chanson thème d'un film de James Bond), et produit des albums de musique expérimentale (sous le nom collectif The Fireman). Il prend part à plusieurs projets caritatifs. 
D Ses deux derniers albums, Egypt Station (2018) et McCartney III (2020) ont atteint le sommet des charts dès leurs sorties. Il initie la sortie de la « dernière » chanson des Beatles, Now and Then (2023), qui se hisse au sommet des charts. 
Il est l'unique détenteur d'un disque de rhodium décerné en octobre 1979 par le Livre Guinness des records, en récompense de son record mondial pour 200 millions d'exemplaires vendus à l'époque. Récipiendaire du MTV Ultimate Legend Award, avec plus d'une quarantaine d'albums à son actif, Paul McCartney est considéré comme l'un des compositeurs les plus prolifiques et populaires du XXe siècle et l'un des plus grands vendeurs de disques de la seconde moitié du siècle. Il est considéré par ses pairs comme l'un des bassistes les plus influents de ces dernières décennies,,,. Il est également un des musiciens les plus riches au monde, avec une fortune estimée à 1,2 milliard de dollars en 2023.
Nommé membre de l'ordre de l'Empire britannique en 1964, il est anobli le 31 décembre 1996 par la reine Élisabeth II au sein du même ordre de chevalerie, puis fait compagnon d'honneur en 2017 pour services rendus aux arts. En 2010, il reçoit également les Kennedy Center Honors.

## Biographie

### Enfance et adolescence (1942 à 1957)

#### Naissance et situation familiale

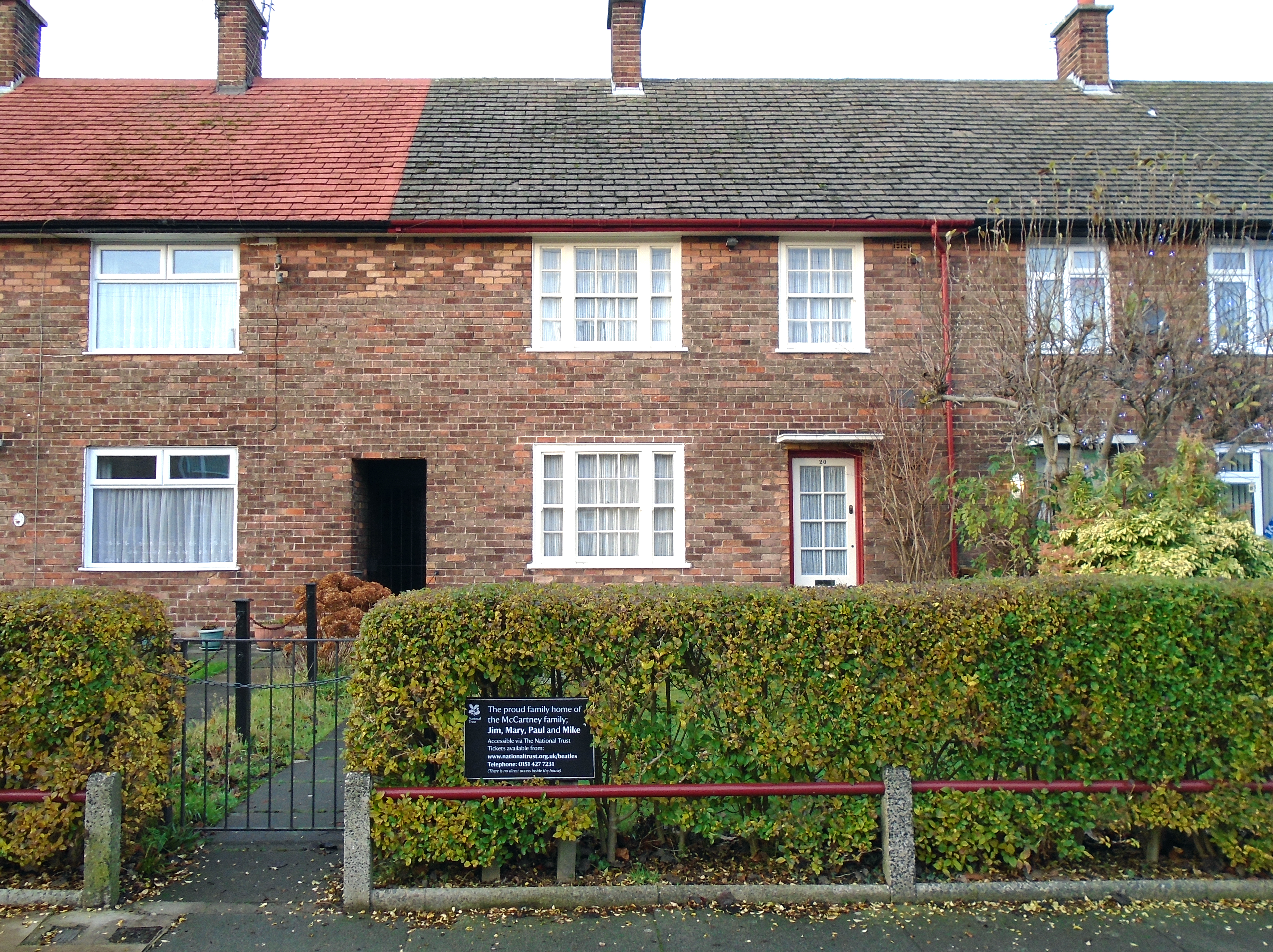
Le 20 Forthlin Road, maison d'enfance de Paul McCartney.

James Paul McCartney (prononcé en anglais : [ˈ d͡ʒeɪmz pɔːl məˈkɑː(ɹ)tni]) naît le 18 juin 1942 à l'hôpital de Walton à Liverpool. Il est le fils de James « Jim » McCartney (7 juillet 1902 – 18 mars 1976) et Mary Patricia McCartney (née Mohin) (29 septembre 1909 – 31 octobre 1956), tous deux d'origine irlandaise, qui se sont mariés l'année précédente. Sa mère est infirmière dans ce même hôpital (ce qui lui permet d'accoucher dans une chambre individuelle), tandis que son père travaille dans une usine de coton. Lorsque celle-ci ferme à cause de la Seconde Guerre mondiale, il travaille dans une usine d'aéronautique. Jim est un protestant devenu agnostique, Mary est catholique. Paul McCartney, baptisé selon le rite catholique, est élevé sans religion. Son frère Michael naît en 1944, et leur mère quitte son emploi pour se consacrer à leur éducation, tout en exerçant en tant qu'infirmière à domicile, puis sage-femme. La famille réside alors dans divers logements de fonction.
En 1947, Paul entre à la Stockton Wood Road Primary School, puis fréquente la Joseph Williams Junior School. Il reçoit une bonne éducation, de bonnes manières, et ses résultats lui permettent d'entrer au Liverpool Institute en 1953. Dans le bus qui le ramène chez lui, il lui arrive de rencontrer le jeune George Harrison, de quelques mois son cadet.
En 1955, la famille déménage au 20 Forthlin Road, quartier d'Allerton (en), dans une petite maison avec jardin. Les McCartney s'y installent définitivement. Cette période heureuse cesse à mesure que s'aggrave la maladie de Mary McCartney, un cancer du sein. Le 31 octobre 1956, elle meurt à la suite d'une intervention chirurgicale, ce qui bouleverse profondément la famille,. En apprenant la nouvelle, Paul, avant le choc émotionnel, demande : « Mais qu'allons-nous faire sans son argent ? », remarque qu'il regrettera amèrement par la suite.

#### Premières expériences musicales
Paul McCartney et son frère sont initiés très jeunes à la musique par leur père. Celui-ci, dans sa jeunesse, jouait en effet de la trompette dans un groupe, tandis que son propre père avait joué du tuba. Jim McCartney décide de faire suivre à Paul des cours de piano. Cependant, le jeune homme se montre peu réceptif à ces leçons trop formelles et abandonne. Néanmoins sensible à la musique, il apprend seul avec son père les accords de base et prend goût au piano. Le père McCartney a également pour habitude d'emmener ses fils à des concerts dans les environs. Avec la mort de Mary, Paul trouve refuge dans une pratique assidue de la musique. Jim lui offre une trompette, bien qu'il désapprouve que son fils s'engage trop dans cette discipline au détriment de ses études. Paul progresse rapidement et joue des morceaux comme When the Saints Go Marching In.
Comme la plupart des jeunes de son époque, Paul McCartney découvre à cette époque le rock 'n' roll, et les chansons d'Elvis Presley. Il se rend alors compte qu'il ne pourra pas jouer de la trompette et chanter en même temps. Il décide de troquer son instrument pour une guitare acoustique. Gaucher, il éprouve des difficultés à maîtriser son nouvel instrument, puis découvre sur une affiche de Slim Whitman que ce dernier tient le manche de sa guitare de la main droite pour contrer cette particularité. Rapidement, il parvient à jouer certains grands titres de l'époque, et poursuit son apprentissage du piano, sur lequel il prend notamment plaisir à jouer Long Tall Sally de Little Richard. C'est à cette époque qu'il compose sa première chanson, I Lost My Little Girl. Au piano, il compose également une chanson appelée à apparaître dix ans plus tard sur un album des Beatles, When I'm Sixty-Four.

### Début de carrière (1957 à 1962)

#### Les Quarrymen
À la fin des années 1950, la musique skiffle connaît un grand succès à Liverpool, et de nombreux jeunes forment des groupes qui se produisent dans toute la région. Parmi eux, les Quarrymen, groupe fondé par John Lennon. Le 6 juillet 1957, le groupe donne un concert pour la fête paroissiale de l'église St. Peter, dans le quartier de Woolton. Ivan Vaughan, ami commun de Lennon et McCartney, suggère à ce dernier d'assister à la représentation, puis organise leur rencontre. Tandis que les bières circulent librement dans une ambiance relâchée, ce à quoi il n'est pas habitué, McCartney se lance dans une interprétation à la guitare des classiques du rock 'n' roll Be-Bop-A-Lula et Twenty Flight Rock, puis un medley au piano des chansons de Little Richard. Son jeu a tôt fait de convaincre Lennon de l'accepter parmi eux.
Durant l'été, parti en vacances en famille, McCartney réalise sa première prestation publique dans un radio-crochet aux côtés de son frère Michael. À l'automne suivant, il est sur scène avec les Quarrymen. Les membres du groupe se dotent de pseudonymes et McCartney devient pour l'occasion, Paul Ramon ; les Ramones s'en inspireront plusieurs années plus tard. Alors que le groupe progresse, McCartney invite son ami George Harrison à assister aux concerts, et finit par le présenter à un Lennon réticent qui l'auditionne dans un bus. Impressionné par ses talents de guitariste, Lennon l'accepte également au sein du groupe, malgré son jeune âge.
L'été 1958 est particulièrement fort en événements. Les Quarrymen se rendent en effet pour la première fois dans un petit studio artisanal où ils enregistrent leur premier disque : une reprise de That'll Be the Day et une première composition, créditée McCartney/Harrison, In Spite of All the Danger. Toujours en juillet 1958, un événement tragique rapproche Lennon et McCartney : la mère de Lennon, Julia, est tuée par une voiture, ce qui plonge son fils dans un grand désarroi.

#### Création des Beatles

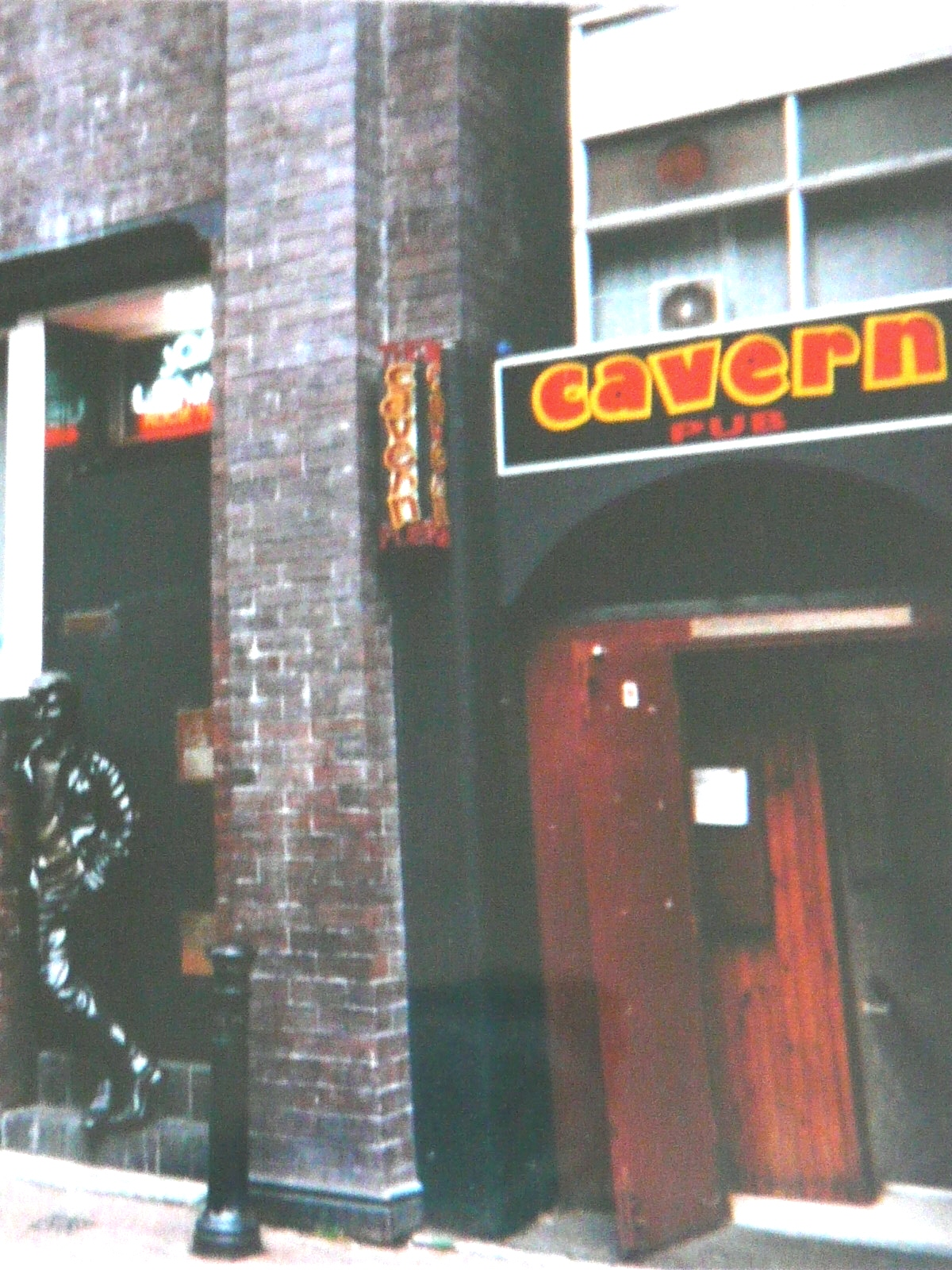
C'est au Cavern Club que les Beatles sont repérés par leur manager, Brian Epstein.

En 1960, fraichement renommé The Beatles, le groupe va pour la première fois à Hambourg jouer dans un club du quartier chaud de Sankt Pauli. McCartney est alors guitariste, tandis qu'un ami de Lennon, Stuart Sutcliffe, joue de la guitare basse. Les journées sont particulièrement intenses puisque le groupe joue durant plusieurs heures, tard dans la nuit, à grand renfort d'amphétamines. Les relations au sein du groupe sont parfois tendues : un soir, une bagarre éclate entre Sutcliffe et McCartney, ce dernier ayant fait une remarque sur la petite amie du bassiste. La tension entre eux s'accroît dans la mesure où Sutcliffe est piètre musicien. Le séjour hambourgeois trouve une fin prématurée lorsque le groupe part jouer dans un club rival. Dans sa colère, leur employeur fait renvoyer en Angleterre un George Harrison encore mineur. McCartney et Pete Best sont quant à eux renvoyés pour tentative d'incendie criminel, ayant mis le feu à un préservatif dans la chambre où ils logent.
Au cours des deux années suivantes, ils passent pourtant maintes fois de Liverpool à Hambourg. Après la débâcle du groupe, McCartney prend un travail respectable dans une entreprise de bobinage, pour satisfaire son père. Il répond cependant vite à l'appel de Lennon. Les Beatles enchaînent ainsi les concerts, même s'ils le font souvent dans des conditions précaires, avant de connaître à nouveau le succès à Hambourg au cours de l'été 1961. Leur compatriote, le chanteur Tony Sheridan, leur propose en effet de l'accompagner pour l'enregistrement de son premier 45-tours, My Bonnie / The Saints. Peu après, McCartney prend le rôle de bassiste du groupe, Sutcliffe ayant décidé de reprendre ses études d'art et Chas Newby (en), un gaucher, assurant son remplacement pendant seulement 15 jours.
À cette époque également, Lennon et McCartney, qui commencent à composer ensemble peu de temps après leur rencontre en 1957, progressent et affinent leur technique, bien qu'ils accordent peu d'importance à leurs chansons et interprètent principalement des reprises. À Liverpool, ils jouent dans des clubs plus huppés, notamment le célèbre Cavern où l'on constate les débuts d'un engouement pour le groupe. Les quatre garçons sont finalement repérés par Brian Epstein, qui devient leur manager et fait les démarches auprès des maisons de disques et les encourage à jouer leurs chansons originales.
Après plusieurs refus, notamment par la maison de disques Decca, Epstein décroche un contrat avec le label Parlophone, filiale de EMI menée par George Martin. McCartney caresse l'idée de se doter du nom de scène Paul James mais se ravise rapidement. Les 4 et 11 septembre 1962, les Beatles enregistrent leur premier single, Love Me Do/P.S. I Love You. Martin voulait d'abord leur faire publier une reprise, mais ce sont finalement deux compositions venues principalement de McCartney qui figurent sur le disque. Cependant, elles sont signées McCartney/Lennon, signature appelée à changer par la suite. Le disque finit par atteindre une honorable 17e place alors que les foules commencent à se prendre de passion pour les Beatles.

### Le temps des Beatles (1963 à 1970)

#### Montée en popularité: la Beatlemania

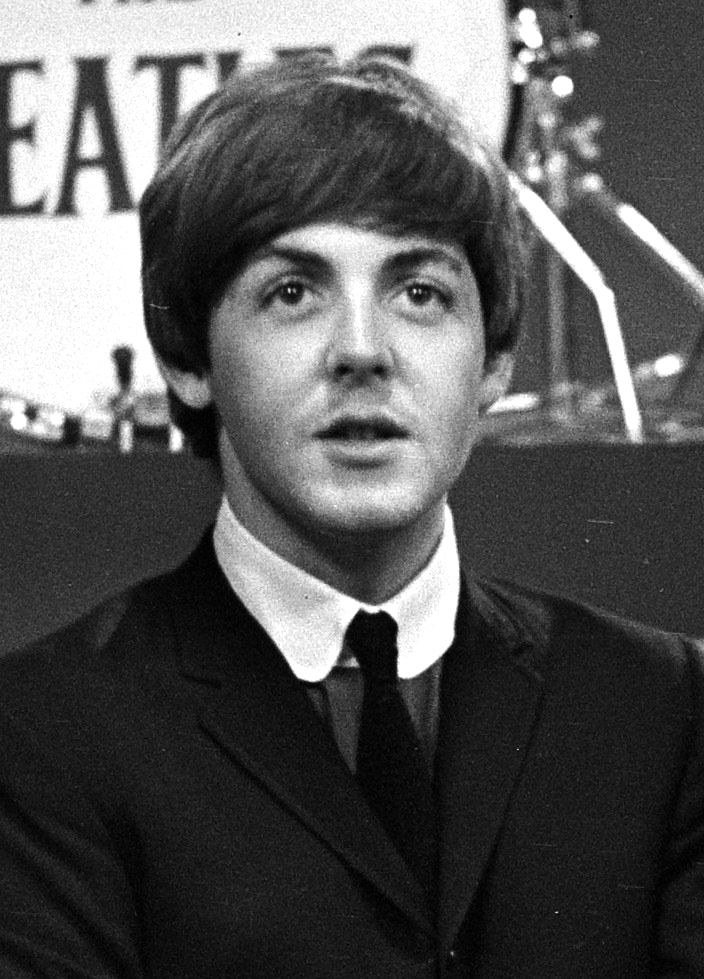
Paul McCartney en 1964.

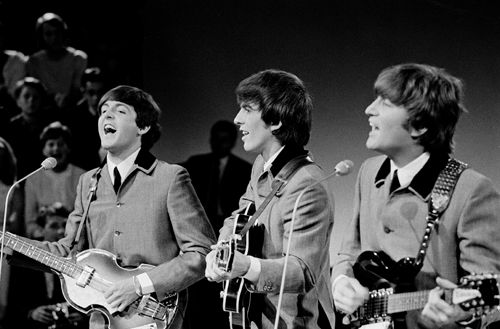
Paul, George et John.

Durant les deux premières années du phénomène Beatles, en 1963 et 1964 (c'est-à-dire sur les quatre premiers albums), John Lennon domine clairement le duo de compositeurs et, de façon générale, le groupe. Cela n'empêche pas McCartney de composer un certain nombre de morceaux importants, comme le vif I Saw Her Standing There, qui ouvre le tout premier album du groupe, Please Please Me. Cependant, cette période voit surtout une forte harmonie entre Lennon et McCartney qui aboutit à de grands succès écrits à quatre mains, comme She Loves You et I Want to Hold Your Hand,. Dans le même temps, tandis que les singles du groupe atteignent les sommets des charts, les Beatles découvrent l'Amérique, où ils rencontrent un franc succès et tournent leur premier film.
À cette époque, McCartney vit chez la famille de sa petite-amie, l'actrice Jane Asher, à Londres, dans un milieu prestigieux qui l'aide à se créer des relations. Durant ces années, McCartney se montre capable d'écrire de belles ballades telles que And I Love Her que Lennon considère comme « le premier Yesterday de Paul ».

#### Découverte de la scène underground

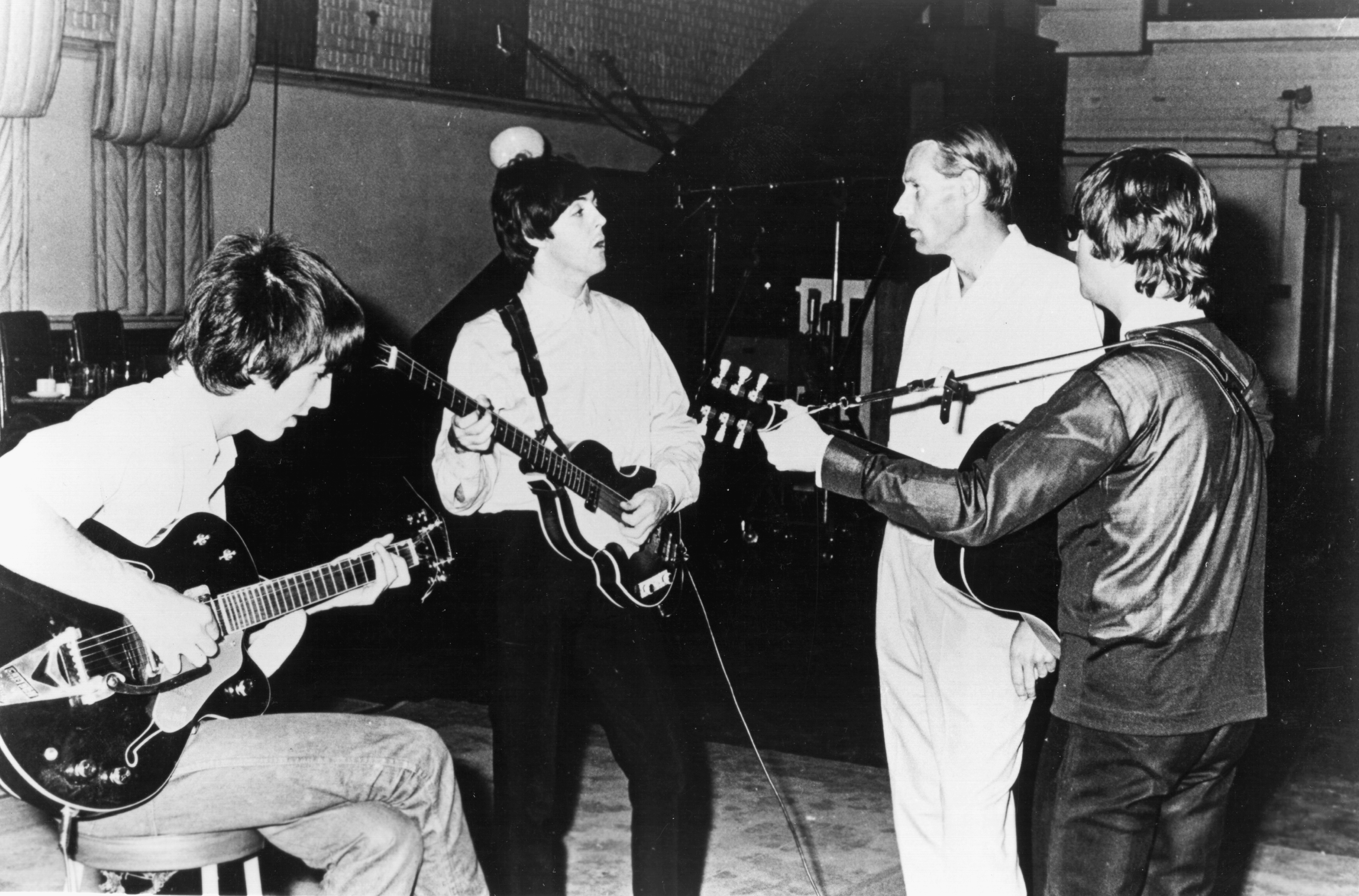
Les Beatles et George Martin en 1964 lors des sessions de l'album Beatles for Sale.

Progressivement, les Beatles et McCartney s'ouvrent à la culture, ainsi qu'à la marijuana. L'album Help!, qui paraît en 1965, marque une forte progression de McCartney au sein du groupe. Si Lennon signe encore plusieurs grands hits, son partenaire d'écriture est le plus créatif, avec Yesterday, sa plus célèbre chanson, sur laquelle il est accompagné d'un quatuor à cordes, sur une suggestion de George Martin. Dans des tonalités beaucoup plus neuves, l'album Rubber Soul poursuit cette progression. À la même époque, ils enchaînent les tournées à travers le monde. McCartney signe des chansons de plus en plus importantes, notamment Michelle.
Grâce à Jane Asher, McCartney découvre les arts et la musique underground, ainsi que des événements culturels qui l'inspirent. Il devient ainsi habitué de l'Indica Gallery et la fait connaître aux autres Beatles. Il y provoque la rencontre entre Lennon et Yoko Ono. En 1966, les Beatles sortent l'album Revolver, qui voit la créativité du groupe exploser. McCartney y prend l'ascendant, avec des compositions célèbres telles que Eleanor Rigby, Here, There and Everywhere et Yellow Submarine.
À l'été 1966, les Beatles décident d'un tournant dans leur carrière en arrêtant de donner des concerts, à la suite de tournées particulièrement houleuses aux Philippines, au Japon et aux États-Unis, accompagnées de menaces de mort. Cette décision résulte également de la lassitude face aux cris du public qui ne vient finalement pas pour écouter la musique. McCartney est le seul à exposer de – légères – réticences à l'idée de cet arrêt. Devant le temps libre gagné par cette fin des tournées qui occupaient le plus clair de leur calendrier, les Beatles se livrent chacun à de nouvelles activités. Pour McCartney, il s'agit de la composition de la bande originale du film The Family Way, avec l'aide de George Martin. Le disque, qui sort en 1967, est ainsi le premier album solo d'un membre du groupe, ce que John Lennon vit mal.

#### Sommet artistique du groupe
1967 est un tournant dans l'histoire du groupe, à plusieurs titres. Face à un Lennon de plus en plus accro au LSD, McCartney prend l'ascendant sur les idées et décisions du groupe. C'est lui qui lance le projet de Sgt. Pepper's Lonely Hearts Club Band, album concept dont il prend la direction. Si le concept en lui-même ne dépasse pas la chanson titre, l'album n'en est pas moins un succès retentissant, critique et commercial.

« Je croyais qu'on était en studio simplement pour faire le prochain disque, mais Paul suivait son idée de groupe fictif. Cet aspect-là ne m'a pas vraiment intéressé. »

— George Harrison.
Quant aux chansons, elles tiennent tant de Lennon que de McCartney, même si ce dernier affiche une omniprésence.
Si l'épisode Pepper marque pour beaucoup l'apogée des Beatles, et de McCartney en particulier, la suite est plus laborieuse. Le 27 août 1967, le manager Brian Epstein meurt prématurément. Le groupe se retrouve alors perdu, particulièrement Lennon qui lui vouait une grande amitié. C'est donc McCartney qui remotive le groupe espérant poursuivre le projet dans lequel il s'était lancé : le film Magical Mystery Tour. Il se charge de la réalisation avec l'aide des trois autres Beatles. Si les chansons qui l'accompagnent rencontrent un succès égal aux précédentes, le film est le premier véritable échec critique du groupe, et le pousse à se remettre en question en tirant un trait sur sa parenthèse psychédélique.

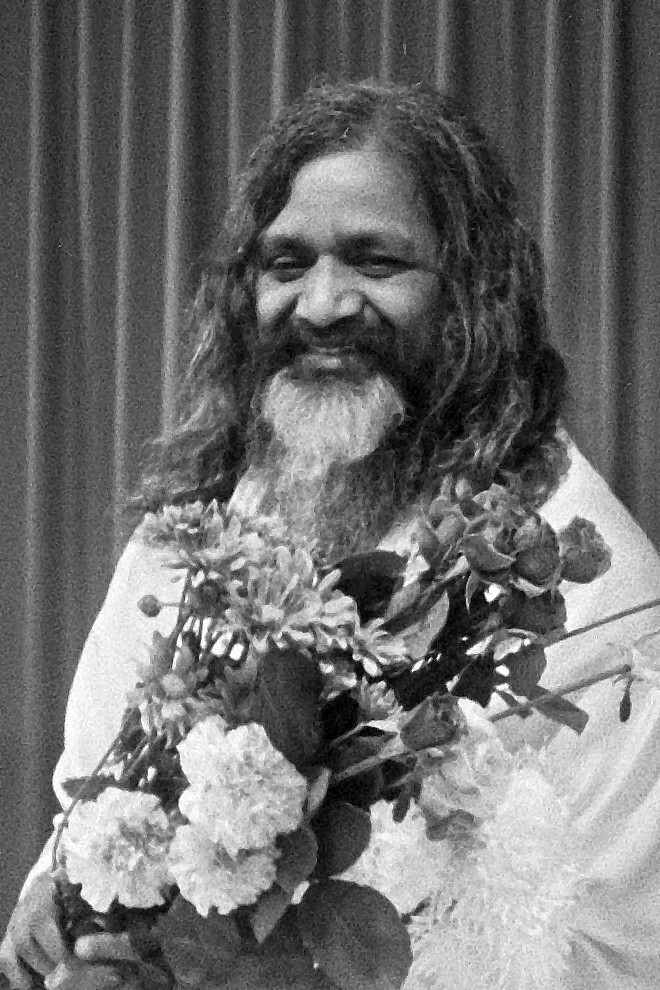
Maharishi Mahesh Yogi en 1967.

Le début de l'année 1968 voit donc le groupe partir dans une nouvelle direction, avec la publication du single Lady Madonna, chanson aux tonalités jazzy composée par McCartney. Peu après, sur une idée de George Harrison, le groupe part pour l'Inde, à l'ashram de Maharishi Mahesh Yogi pour y approfondir leur expérience de la Méditation transcendantale qu'ils ont apprise en 1967 à Bangor (pays de Galles). Dans cet environnement isolé, Harrison, Lennon et McCartney composent un grand nombre de chansons utilisées sur les albums à venir, ensemble ou en solo. Dès le départ, McCartney a décidé de partir à une date prévue :

« Ayant l'esprit pratique, j'avais prévu de rester à Rishikesh pendant une période bien définie. […] Si ça avait été quelque chose qui méritait vraiment qu'on y retourne, j'y serais retourné. Mais quand le mois s'est achevé, j'ai été content de partir. »

Il rentre ainsi sereinement en Angleterre, tandis que peu après, Lennon et Harrison se brouillent sévèrement avec le maître spirituel et s'en vont à leur tour.

#### Séparation des Beatles
À leur retour en studio, les Beatles disposent de nombreuses compositions à enregistrer, ce qui aboutit au double « Album blanc » de trente chansons. Cet album est marqué par un certain individualisme, quelques morceaux étant interprétés par un Beatle seul, dans le cas de McCartney pour Mother Nature's Son ou Wild Honey Pie par exemple. Cependant, l'album donne lieu à de grands moments d'harmonie, comme l'enregistrement du bruyant Helter Skelter, précurseur du heavy metal. À la même époque, McCartney compose une de ses chansons les plus célèbres, Hey Jude, pour le fils de Lennon, Julian, dont les parents divorcent alors. L'album est également marqué par des débuts de tensions, notamment par un départ provisoire de Ringo Starr pendant lequel McCartney se charge de jouer de la batterie sur les titres Back in the U.S.S.R. et Dear Prudence.
Face à ces tensions, McCartney envisage une nouvelle solution pour remettre le groupe sur les rails : retourner aux valeurs initiales des Beatles, quatre garçons jouant du rock devant leur public. Il propose de tourner une émission de télévision montrant les Beatles en train de répéter pour un concert, projet qui se transformera en documentaire et qui comblera une obligation contractuelle de sortir un dernier film. Cela donne les sessions d'un album avorté, Get Back, durant lesquelles les tensions s'accroissent. Une brouille éclate notamment entre McCartney et George Harrison, qui quitte à son tour provisoirement le groupe. Le tout s'achève cependant sur une note positive avec le dernier concert des Beatles, sur le toit de l'immeuble d'Apple Corps, la société qu'ils ont fondée.
Les enregistrements de Get Back semblant inutilisables et la dissolution du groupe approchant vraisemblablement à grands pas, McCartney réussit à unir les Beatles, ainsi que George Martin, pour finir en beauté avec un dernier bon album. Au printemps et à l'été 1969, les Beatles travaillent donc Abbey Road. McCartney tient un rôle prépondérant, notamment dans la composition du fameux medley qui constitue le principal morceau de la face B de l'album, et qui n'intéresse que peu Lennon.
Tandis que l'album sort et connaît à nouveau le succès, des rumeurs sur la mort de Paul McCartney commencent à circuler : celui-ci serait depuis plusieurs années remplacé par un sosie après sa mort dans un accident. L'intéressé doit s'en expliquer à plusieurs reprises auprès des médias. Lennon quitte définitivement le groupe en septembre, signant la fin des Beatles. La séparation reste néanmoins secrète. Pendant que chacun œuvre à ses premiers travaux en solo, le producteur Phil Spector est chargé de mettre en état les bandes enregistrées pour Get Back afin de produire l'album Let It Be. Le nouveau manager du groupe, Allen Klein, peu apprécié de McCartney, pense que la nouvelle de l'explosion du groupe nuirait aux négociations en cours avec EMI.
À l’occasion de la sortie d’une collection de 12 enregistrements inédits de Jimi Hendrix « People, Hell and Angels », un télégramme envoyé le 21 octobre 1969 par Jimi Hendrix à Paul McCartney (via Apple) attire l'attention des journalistes. Hendrix invite Paul McCartney à former un super-groupe avec Miles Davis et Tony Williams, il dit : « Nous enregistrons un LP ensemble ce week-end à NewYork [sic]. Que diriez-vous de venir pour jouer de la basse ? Appelle Alan Douglas au 212-5812212. Paix (Signé) Jimi Hendrix Miles Davis Tony Williams ». D'après l'autobiographie de Miles Davis parue en 1990, Miles & Hendrix jouaient ensemble de temps en temps dans son appartement de New York. Les Beatles étaient à ce moment-là en train d'éclater, ce qui n’aurait pas été un obstacle à la collaboration McCartney-Hendrix-Davis. Cependant ce même jour, le DJ Russ Gibb à partir de la radio WABC de New York lançait la rumeur que McCartney était mort dans un accident de voiture en 1966 et avait été remplacé par un imposteur. Mais il n'est pas certain que Paul McCartney ait jamais eu connaissance de ce message. Jeff Nolan historien du Rock déclare : « Cela aurait été l'un des super-groupes les plus fous. Ces quatre mecs auraient certainement réinventé leurs instruments et la façon dont ils sont perçus ». Le télégramme est maintenant exposé au Hard Rock Cafe de Prague, en Tchéquie,

### Les années 1970: Wings

#### Période de transition (1969 à 1972)
Après le départ de Lennon et la fin des Beatles, McCartney se trouve démuni et connait une courte période de dépression, secouru par sa femme Linda, qu'il a rencontrée l'année précédente. Pour se sortir de sa torpeur, il se consacre à un projet d'album solo. Il fait installer des appareils d'enregistrement dans sa résidence écossaise, et commence à enregistrer seul ses chansons, avec le soutien de son épouse. Jouant de tous les instruments et assurant la préparation de la pochette de l'album, l'ex-Beatle présente ainsi son premier album, McCartney. Sa publication entraîne toutefois un conflit, car il survient au moment où doivent arriver sur le marché Let It Be, et l'album Sentimental Journey de Ringo Starr. Les Beatles demandent donc à McCartney de repousser sa sortie. « J'avais terminé McCartney, mon premier album après les Beatles, et j'avais programmé sa parution. Les autres se sont mis à râler […] Tout était conclu, j'avais noté ma date de sortie sur le calendrier. Je voulais m'y tenir scrupuleusement, mais ils l'ont tout de même déplacée. De mon point de vue, je me faisais avoir ».
L'album sort pourtant avant Let It Be, accompagné d'un communiqué de presse, sous forme d'une interview rédigée par McCartney, qui y annonce très clairement la fin du groupe. Lennon, qui jugeait avoir la légitimité pour annoncer la nouvelle, le prend très mal, voyant là une simple manœuvre publicitaire. Les deux amis en sortent brouillés. Cette rupture se concrétise sur l'album Ram que McCartney sort en 1971 : une photographie de scarabées copulant est en effet clairement adressée à Lennon ; ce dernier répond par un caustique How Do You Sleep? sur son album Imagine, qui déçoit terriblement McCartney. Lennon y inclut aussi une photo dans la pochette du disque, le montrant avec un cochon dans une posture rappelant la couverture de Ram.
D'un point de vue artistique Ram marque une évolution : Linda y est créditée sur de nombreuses chansons, non pas pour sa participation, mais pour que le couple ait des revenus (ceux de McCartney étant gelés par les soucis juridiques connus par les Beatles). Cependant, son rôle musical prend progressivement de l'ampleur. De même que le batteur Denny Seiwell, qui participe à l'album, et les musiciens David Spinozza et Hugh McCracken, les prémices de Wings commencent à se poser. Plusieurs singles connaissent également un grand succès, tels que Another Day et surtout Uncle Albert/Admiral Halsey, véritable hit aux États-Unis. L'album reste pourtant un échec critique à cette époque, avant d'être réhabilité des années plus tard.

#### Les débuts de Wings et l'apogée (1971 à 1975)
À la suite de ce début de carrière solo en demi-teinte, McCartney doit expérimenter de nouvelles méthodes. À cela s'ajoute l'envie de retrouver le plaisir d'être en groupe et de partir en tournées. Il fonde donc Wings, avec son épouse Linda, le batteur Denny Seiwell, et le guitariste Denny Laine, appelé à devenir son partenaire d'écriture pendant près de dix ans. Le premier album du groupe, Wild Life, se caractérise par sa simplicité, et ne convainc que peu la critique. En dépit de ventes très honorables, il s'agit d'un des plus gros échecs d'un ex-Beatle dans les années post Beatles. L'année suivante, Wings publie plusieurs singles dont deux sont censurés par la BBC, mais le succès doit encore attendre. Cela n'empêche pas la publication d'un hit, Live and Let Die, chanson du film Vivre et laisser mourir.
Au cours de l'année 1973 cependant la barre se redresse après la sortie de l'album Red Rose Speedway beaucoup mieux accueilli par le public et même les critiques. Une émission spéciale intitulée James Paul McCartney (en) est diffusée sur ATV (en) la même année, afin de mettre fin à son différend juridique l'opposant à Lew Grade (en). La prestation n'est pas à la hauteur des attentes et les critiques ne sont pas élogieuses. Paul opte ensuite d'aller enregistrer un nouvel album à Lagos, au Nigeria, expérience qui s'avère difficile : des musiciens quittent Wings juste avant le départ, sur place, les studios sont en mauvais état, Paul se fait accuser de « voler la musique locale » et Linda et lui sont victimes d'un vol et agressés en pleine rue, échappant de peu à la mort. En pleine guerre civile, ils assistent également à une exécution et se voient faire remettre des objets du défunt. Cependant, au retour, le groupe, réduit aux deux McCartney et à Laine, est prêt à faire paraître, fin 1973, Band on the Run, qui lui vaut la consécration des critiques.
Le groupe semble tirer un maximum de profits de son album phare, et l'année 1974 est relativement vide. McCartney enregistre en privé de nombreuses ébauches de chansons, dont certaines n'ont jamais été publiées, et les autres ont été utilisées dans divers albums. Durant l'été, McCartney rencontre John Lennon alors exilé à Los Angeles : les deux anciens partenaires se retrouvent dans une très bonne ambiance oubliant les conflits passés. Ils se lancent avec d'autres musiciens dans un gigantesque bœuf (en).
En 1975, le groupe Wings sort un nouvel album, Venus and Mars, particulièrement travaillé. Il marque également le début d'une tendance nouvelle au sein de Wings : McCartney n'y est en effet plus le seul compositeur. Toutefois, on reproche à cet album une structure trop proche du précédent mais il n'en est pas moins un grand succès commercial. La même année, McCartney fonde sa propre société de production, MPL Communications. À la fin de l'année, le groupe part pour une gigantesque tournée mondiale. Celle-ci est cependant scindée en deux, le temps d'enregistrer Wings at the Speed of Sound, qui connaît un succès moindre. La chanson Silly Love Songs vaut à la tournée de Wings aux États-Unis un succès qui ne cède en rien à celui des anciens Beatles. L'album live qui en découle, le triple Wings over America, se vend énormément. Il marque également une évolution : c'est la première fois que McCartney chante à nouveau les titres des Beatles.

#### Des difficultés de plus en plus présentes (1976 à 1980)

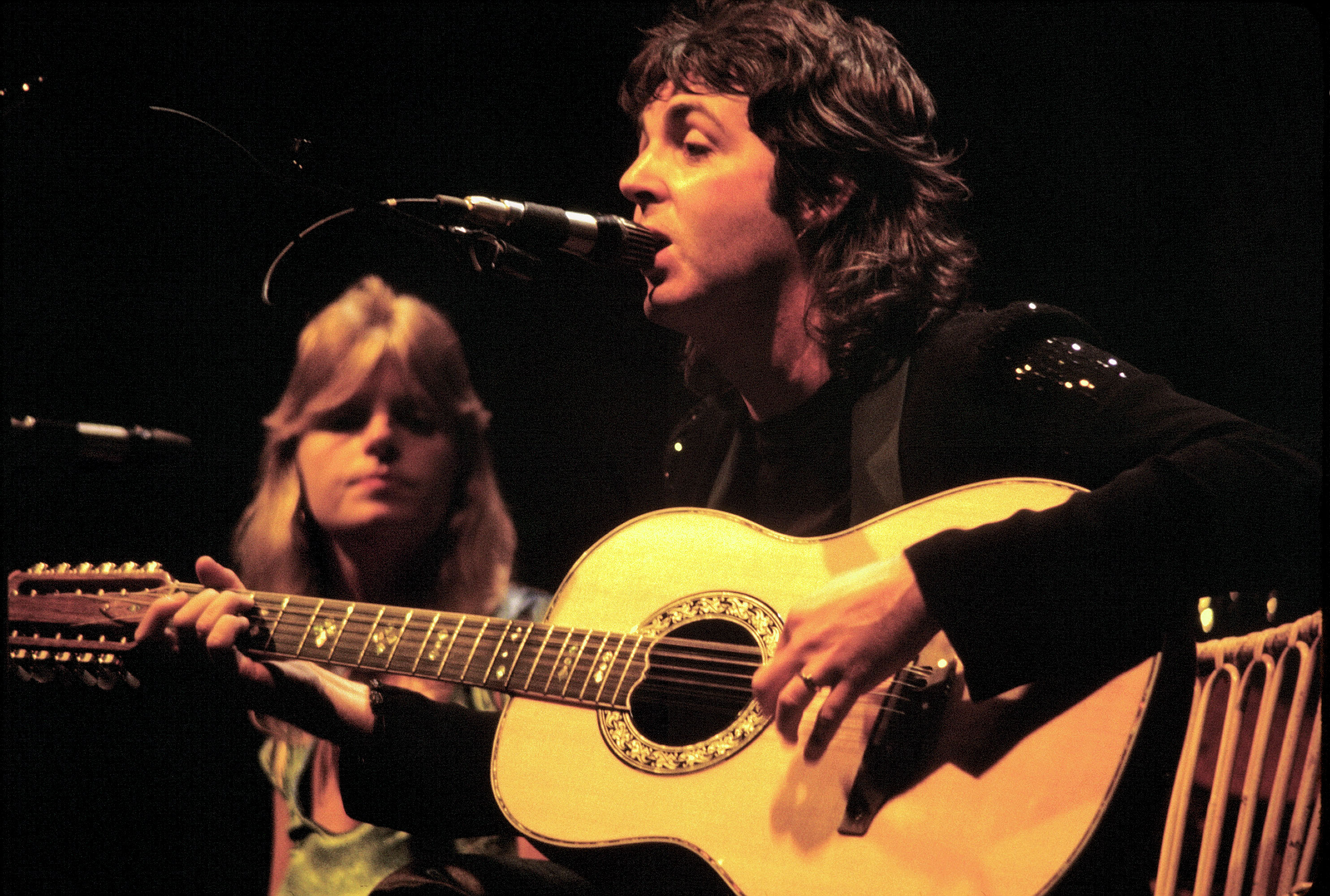
Paul et Linda McCartney lors d'un concert des Wings en 1976.

Les temps qui suivent la tournée sont assez vides : outre un single (Seaside Woman) de Linda McCartney paru sous le pseudonyme Suzy and the Red Stripes, la principale création de Wings est le single Mull of Kintyre, qui bat tous les records de ventes au Royaume-Uni. Au sein du groupe, la formation varie, avec plusieurs départs et arrivées successifs. Seul Denny Laine et les McCartney, ossature de Wings, restent fidèles au poste. Peu après la naissance de James, le groupe reprend du service, début 1978, à vitesse réduite, en enregistrant un nouvel album, London Town, bien accueilli mais pas autant que les précédents.
Durant l'été 1979, McCartney et Wings tentent un dernier coup avec l'album Back to the Egg, aux tonalités plus rock'n'roll, dans une période dominée par le punk. Malgré le succès du hit Goodnight Tonight, l'album peine à rencontrer un grand public, à l'instar des précédents. Cela n'empêche pas McCartney de continuer à jouir d'une grande popularité : en octobre 1979, le Livre Guinness des records lui remet un disque de rhodium certifiant ses ventes records de disques. Il est le seul artiste au monde à recevoir pareille récompense.
À la fin de l'année, Wings part une nouvelle fois en tournée. McCartney et son groupe reviennent en Angleterre pour les « Concerts for the People of Kampuchea » qui ont eu lieu du 26 au 29 décembre 1979 au Hammersmith Odeon à Londres et qu'il a organisé avec Kurt Waldheim, le secrétaire général de l'Organisation des Nations unies. La prestation de Paul McCartney and Wings clôt l'événement. Il reprend sa tournée pour se diriger vers le Japon mais McCartney est arrêté à la frontière nippone, le 16 janvier 1980, pour possession de marijuana. Il passera neuf jours en prison ce qui provoque l'annulation de la tournée prévue dans ce pays,. La défection progressive de Denny Laine entraîne la fin du groupe en ce début d'année 1980, même si elle ne se concrétise officiellement qu'en 1981.

### Reprise en solo (1980 à 1993)

#### Participations prestigieuses
Désireux de se distancer de Wings, Paul McCartney décide de réitérer l'expérience du totalement solo. Dix ans après McCartney, il publie McCartney II où il joue à nouveau de tous les instruments. Les projets suivants sont vite interrompus : le 8 décembre 1980, John Lennon est assassiné ; la nouvelle choque terriblement McCartney.
En 1981, Paul McCartney et Michael Jackson enregistrent la chanson The Girl Is Mine, qui figure dans l'album de Michael Jackson, Thriller, sorti en 1982, et qui deviendra par la suite, l'album le plus vendu au monde. Un single avec cette chanson sort également, chanson qui se classe no 1 aux Hot R&B/Hip-Hop Songs.
Il faut ainsi attendre 1982 pour que sorte un nouvel album, dans un esprit totalement différent. McCartney renoue en effet avec le producteur George Martin qui l'incite à travailler avec des musiciens adaptés à ses chansons plutôt qu'à un groupe fixe. Il publie ainsi Tug of War, album auxquels participent notamment Stevie Wonder, Carl Perkins et Ringo Starr. Le succès est total.
L'expérience est retentée l'année suivante avec Pipes of Peace, auquel participe Michael Jackson. Cependant, en dépit du succès du single Say Say Say, les ventes sont en baisse. En 1984, McCartney se livre également à l'exercice du cinéma, avec Give My Regards to Broad Street, mais sans succès, bien que l'album de la bande-originale se vende bien. Cette même année, il sort un 45 tour de sa chanson pour enfants We All Stand Together tirée du dessin animé Rupert and the Frog Song. McCartney entame alors une fin de décennie plus difficile.

#### Retour à la scène
Après ce début de décennie peu encourageant, McCartney entame une période à vide. À l'exception de sa participation au The Prince's Trust 10th Anniversary Birthday Party, avec Elton John, Eric Clapton, Phil Collins, Rod Stewart et Mark Knopfler, entre autres, et la sortie de son album Press to Play en 1986, il se contente, en effet, de publier une compilation et un album de reprises à destination du public soviétique. Il faut attendre 1989 pour qu'il revienne sur le devant de la scène avec l'album Flowers in the Dirt qui connaît un grand succès et initie une courte mais prolifique collaboration avec Elvis Costello.
Cette même année, McCartney retourne sur scène pour une tournée monumentale où il choisit de reprendre un grand nombre de hits des Beatles. Lors d'un concert à Rio de Janeiro, il bat le record de la plus forte audience avec plus de 180 000 spectateurs. Il se permet également une autre tournée en 1993, sortant chaque fois un album live. Dans la même période, il ne sort qu'un album studio, Off the Ground (en 1993), qui pâtit principalement du succès du précédent.
1993 est décidément une année chargée, puisque McCartney et Youth lancent le duo d'electro-expérimental The Fireman, tout en conservant leur anonymat. Après cela, McCartney fait une pause de plusieurs années pour se consacrer à un nouveau projet, avec les ex-Beatles.

### «Retour» des Beatles et nouveaux projets (1993 à 2000)

#### Le projetAnthology
Le milieu et la fin des années 1990 voient en effet le retour des Beatles. Si le groupe ne se reforme pas, il travaille en revanche au projet Anthology visant à commémorer le groupe. Ce projet passe tout d'abord par l’enregistrement d'un grand nombre d'interviews de Paul McCartney, Ringo Starr et George Harrison dans le but de réaliser une série documentaire et un livre retraçant l'histoire du groupe avec les mots des musiciens.
Ce projet est également l'occasion pour McCartney de renouer quelques liens avec Yoko Ono : en signe de bonne volonté, celle-ci envoie des cassettes d'enregistrements de John Lennon sur des chansons jamais publiées. Terminées par les Beatles, ces deux chansons (Free as a Bird et Real Love) sont publiées sur les disques de prises inédites publiés dans le cadre de ce projet. Dans le cas de la première, McCartney compose certaines parties manquantes. Dans la foulée des sorties des trois albums de la série, les ventes de tout le catalogue du groupe explosent, faisant de 1996 la meilleure année qu'ils aient connue.
Concernant les Beatles, également, la fin des années 1990 voit McCartney créer un embryon de polémique en revendiquant la paternité de certaines chansons composées à cette époque, en particulier Yesterday (dont John n'a jamais contesté la paternité totale à Paul, pas même dans sa chanson-brûlot How Do You Sleep?) et demandant à pouvoir les créditer « McCartney/Lennon », au lieu de l'habituel « Lennon/McCartney ». Ce faisant, il entre en froid avec Yoko Ono, qui a refusé, mais crédite ainsi ses reprises des Beatles sur plusieurs albums live.

#### Mort de Linda et expériences classiques
En 1997, propulsé par le succès de l'Anthology, nouvel album studio de McCartney, Flaming Pie lui permet de renouer avec le succès. Outre l'attention médiatique, le projet entrepris avec les Beatles pousse en effet McCartney à revenir à ce qu'il aime faire et à une musique plus proche de ses origines et donc des Fab Four. La même année, il est anobli par la reine Élisabeth II au rang de Knight Bachelor, et peut dès lors porter le titre de Sir. Sa vie prend par la suite un tournant dramatique : Linda McCartney est diagnostiquée d'un cancer du sein, qui l'emporte le 17 avril 1998, en Arizona. Passé le choc, McCartney se plonge dans le travail et se permet en 1999 un nouveau retour aux origines avec Run Devil Run, album de reprises de classiques du rock'n'roll sorti quand le monde attend un album sombre marqué par le deuil, ce dont le musicien ne se sent pas capable.
À cette époque, McCartney sort plusieurs albums d'un genre totalement différent, en s'essayant à la musique classique. Il avait fait une première incursion dans ce milieu en 1991 avec son Liverpool Oratorio commémorant les 150 ans de l'orchestre philharmonique de la ville. Il récidive peu avant la mort de son épouse, et avec son soutien, en reprenant un projet initié Standing Stone. Directement inspiré par les funérailles de Linda, Working Classical est une nouvelle incursion dans ce genre, fin 1999. Chaque fois, le succès est au rendez-vous, proportionnellement aux ventes habituelles dans ce genre de musique.

### Années 2000 à aujourd'hui

#### Multiplication des genres et nouveau mariage (2000 à 2005)

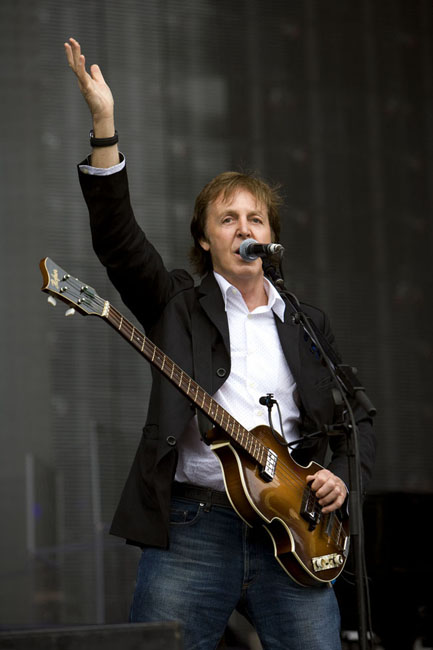
Paul McCartney en concert dans les années 2000.

Le début des années 2000 est marqué par l'expérimentation pour lui de plusieurs genres. Le genre expérimental tout d'abord, avec le Liverpool Sound Collage publié en 2000, parent éloigné du Revolution 9 de John Lennon, mais surtout avec une expérience inédite en 2005. Il laisse au disque-jockey Roy Kerr le soin de remixer totalement à sa guise un certain nombre de ses grandes chansons, produisant ainsi l'album Twin Freaks. Il retourne en studio pour enregistrer deux albums : un très personnel Driving Rain en 2001, mais surtout l'innovant Chaos and Creation in the Backyard qu'il enregistre presque seul, avec le producteur de Radiohead, Nigel Godrich.
Outre ses albums studio, McCartney entreprend une grande tournée mondiale au début des années 2000, qui aboutit à deux albums live. Le groupe qui l'accompagne désormais, composé de Abe Laboriel Jr (batterie et chant), Rusty Anderson (guitare et chant), Brian Ray (guitare, basse et chant) et Paul « Wix » Wickens (claviers et accordéon) ne changera plus pour les décennies à venir. Il se met aussi à l'écriture d'un livre pour enfants en 2005, High in the Clouds (en). Durant cette même période, il épouse la mannequin Heather Mills, de 26 ans sa cadette, en 2002. Elle lui donne un quatrième enfant, Beatrice Milly. 
Le 6 février 2005, il effectue le spectacle de la mi-temps au Super Bowl XXXIX au Alltel Stadium de Jacksonville en Floride. Il y joue Drive My Car, Get Back, Live and Let Die et clôt avec Hey Jude.

#### Nouveaux albums, tournées mondiales, collaborations et prestations spéciales (depuis 2006)
La première moitié des années 2000 est plus difficile pour McCartney qui voit rapidement son mariage avec Heather Mills souffrir de la pression médiatique qui repose sur le couple. Ils divorcent dans la douleur en 2006. À la même époque, McCartney sort un nouvel album classique, Ecce Cor Meum, qu'il compose et fait représenter quelques années auparavant. Il s'agit de son dernier album publié chez EMI : après plus de quarante ans de fidélité, McCartney signe chez Starbucks. Sous ce label, il publie en 2007 un nouvel album studio : Memory Almost Full. Le succès revient, propulsé par la campagne de promotion de Starbucks : l'album n'atteint pas la tête des charts, mais les ventes ayant été faites dans les magasins de la chaîne n'étant pas comptées, il est probable que le disque se soit nettement plus vendu. Le disque fait également l'objet d'une publicité soignée avec la sortie du single Dance Tonight dont le clip, réalisé par Michel Gondry, met en scène l'actrice Natalie Portman aux côtés de McCartney.

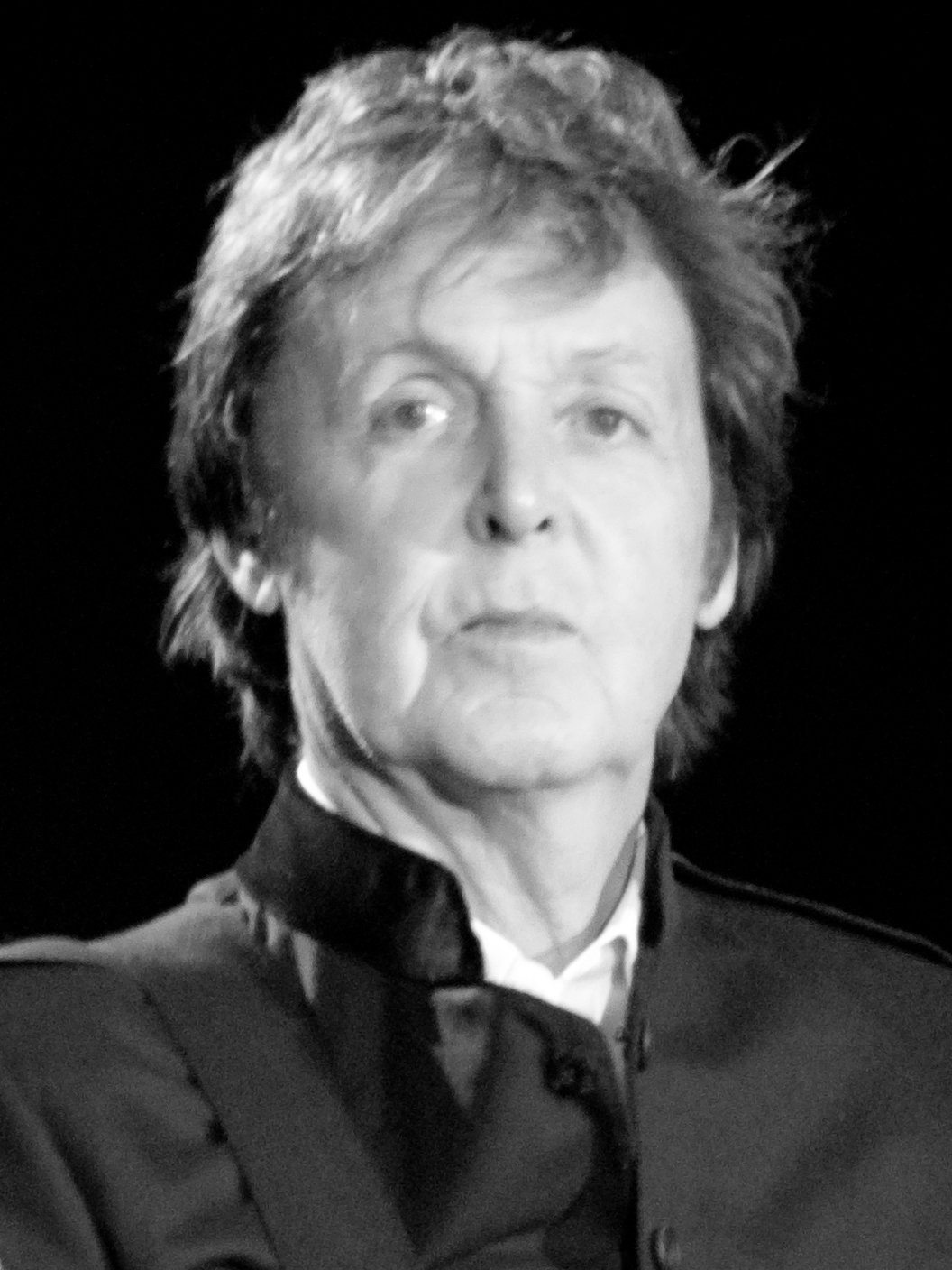
Paul McCartney en 2010.

Si McCartney délaisse le studio pour quelques années, il n'en reste pas moins actif, en se produisant au cours de tournées mondiales qui donnent lieu à deux albums live. Il apparaît également plusieurs fois en public, notamment avec Ringo Starr pour la remastérisation du catalogue des Beatles et la sortie du jeu The Beatles: Rock Band. Il récidive en 2008 au sein du duo The Fireman, bien que le nom des deux artistes cachés derrière le pseudonyme soit annoncé avant la sortie du disque. Le 18 juillet 2008, Paul McCartney, arrivé directement de l'aéroport, est invité par Billy Joel à effectuer une prestation surprise au Shea Stadium de New York, le dernier spectacle à avoir lieu dans ce stade avant sa démolition. Ils jouent I Saw Her Standing There et Let It Be. Garth Brooks, Steven Tyler et Roger Daltrey ont aussi été invités durant la soirée. Enfin, en 2011, McCartney travaille à un ballet intitulé Ocean's Kingdom, qui paraît en octobre. En février 2012, accompagné par Diana Krall et son orchestre, il sort un album studio de reprises de jazz intitulé Kisses on the Bottom auxquels Macca ajoute 2 nouvelles compositions dont le nostalgique My Valentine. Le 4 juin 2012, Paul est invité au concert du jubilé de diamant de la reine Élisabeth II. Il y joue les titres Magical Mystery Tour, All My Loving, Let It Be, Live and Let Die et termine avec Ob-La-Di, Ob-La-Da. De plus, le 27 juillet 2012, il participe à la cérémonie d'ouverture des Jeux olympiques d'été de 2012 au Stade Olympique de Londres en interprétant une partie de la chanson The End et le tube Hey Jude. C'est lui qui clôt la cérémonie. En septembre de cette année-là, il est fait Chevalier de la légion d'honneur à l'Élysée par le président François Hollande.
Entre mai 2013 et octobre 2015, il sillonne le monde avec sa tournée Out There. Entre-temps, en octobre 2013, il sort New, un album unanimement célébré par la critique internationale. En janvier 2014, il obtient 4 prix lors des Grammy Awards dont celui de la meilleure chanson rock, Cut Me Some Slack, cosignée avec Dave Grohl. En décembre 2014, il publie la chanson Hope for the Future écrite spécialement pour le jeu vidéo Destiny. En décembre 2014, il collabore avec le rappeur américain Kanye West pour le titre Only One. Il le retrouve ensuite pour la chanson de Rihanna, FourFiveSeconds, qui sort en single en janvier 2015. La même année, il enregistre un duo avec Lady Gaga pour High in the Clouds, film fondé sur son propre livre destiné aux enfants. L'année suivante, il participe à l'émission Saturday Night Live 40th Anniversary Special (en). En 2016, il lance la tournée One on One et les 8 et 15 octobre 2016, il partage la scène avec Neil Young au Desert Trip. Ce festival de rock regroupe des légendes musicales Bob Dylan et les Rolling Stones ainsi que Roger Waters et les Who. Le même mois sort le film animé Ethel & Ernest : A True Story, adaptation du livre éponyme, dans lequel on l'entend interpréter sa chanson inédite, In the Blink of an Eye.

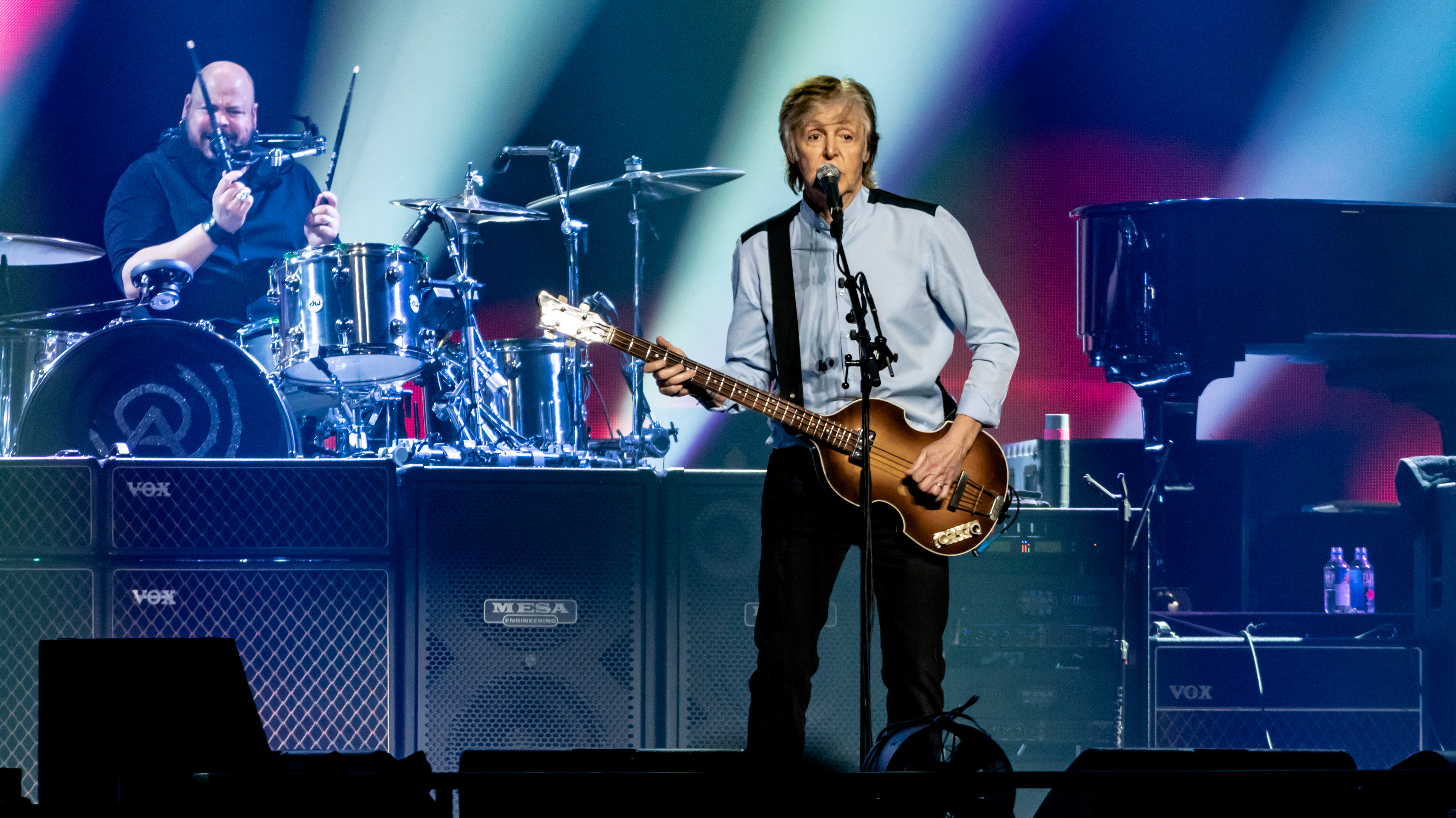
McCartney en 2018 sur scène avec Abe Laboriel.

En décembre 2017, un enregistrement de Paul McCartney du temps des Beatles réapparaît. En effet, en 1965, il avait eu l'idée d'offrir à chacun de ses trois acolytes, en guise de cadeau de Noël, un 33 tours contenant un enregistrement sous forme d'une émission de radio en y faisant figurer ses morceaux favoris comme Don't Be Cruel ou I Get Around. L'enregistrement est calqué sur une émission de radio dans laquelle le beatle joue le rôle d'un animateur américain.

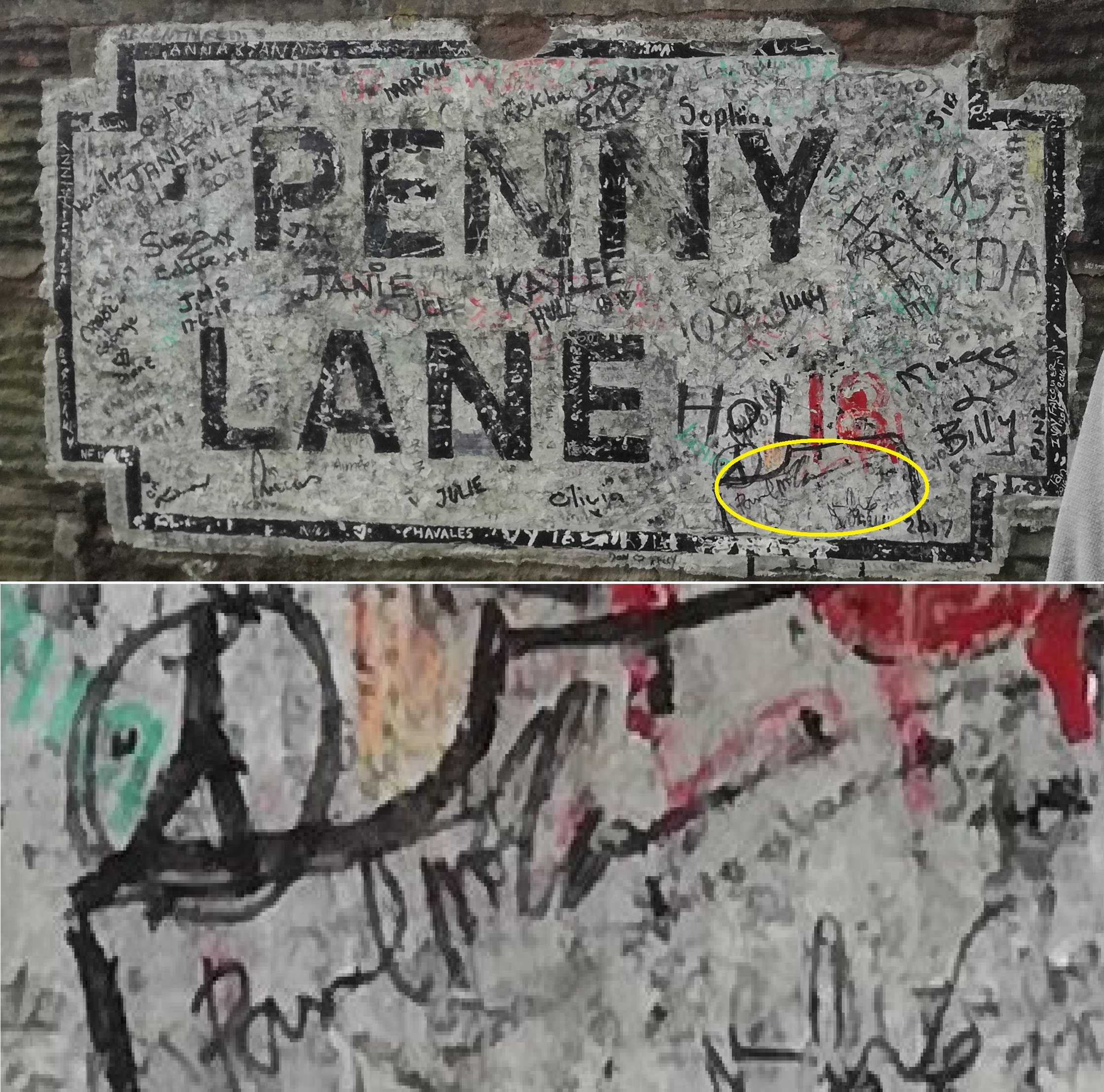
Penny Lane - Signature de Paul McCartney ayant été réalisée lors du tournage de l'émission "The Late Late Show" en 2018.

Il profite de la sortie de son nouveau single Come On to Me / I Don't Know pour accepter l'invitation de James Corden à participer au segment Carpool Karaoke de son Late Late Show du 21 juin 2018. Tourné à Liverpool, ils se rendent sur Penny Lane, visitent l'ancienne demeure des McCartney au 20 Forthlin Road et effectuent un spectacle surprise dans un pub du centre-ville. Sur Youtube, la vidéo de ce Carpool Karaoke cumule plus de 23 millions de vues en quelques jours. Une version rallongée, intitulée When Corden Met McCartney (Live from Liverpool), sera diffusée sur le réseau CBS le 20 août suivant. Son 17e album, Egypt Station, sort le 7 septembre 2018, pour atteindre aussitôt la première place dans le palmarès Billboard 200, une première dans sa carrière solo. La tournée Freshen Up s'amorce à Québec le 17 septembre suivant et devait se terminer à Pilton au Glastonbury Festival en juin 2020 mais tous les spectacles en Europe à partir du mois de mai 2020 ont été annulés à cause de la pandémie de Covid-19. La dernière prestation de la tournée s'est donc déroulée au Dodger Stadium de Los Angeles, le 13 juillet 2019.
En 2019, il est annoncé que McCartney participera à l'écriture d'une comédie musicale fondée sur le film La vie est belle, de Frank Capra, en collaboration avec Lee Hall et le producteur Bill Kenwright et que son livre pour enfants High in the Clouds (en) sera adapté pour le grand écran par Netflix en association avec la société Gaumont et réalisé par Timothy Reckart. Finalement, il faudra attendre jusqu'en 2027 pour la sortie du film. 
Lors de son confinement dans sa ferme du Sussex (son « rockdown », mot-valise de son cru issu de « rock » et « lockdown »), McCartney se met à enregistrer seul quelques vieilles compositions mises de côté mais surtout de nouvelles chansons enregistrées avec sa collection d'instruments des années 1950 et 1960, dont la contrebasse de Bill Black, membre du Elvis Presley Trio ou sa propre basse Hofner et son mellotron du temps des Beatles. Il sort l'album McCartney III le 18 décembre 2020 complétant en quelque sorte une trilogie avec ces deux autres albums enregistrés seul. Cette fois, les critiques sont unanimes à propos de la qualité du projet et aussitôt sa sortie, l'album atteint la première position des palmarès britannique et américain.

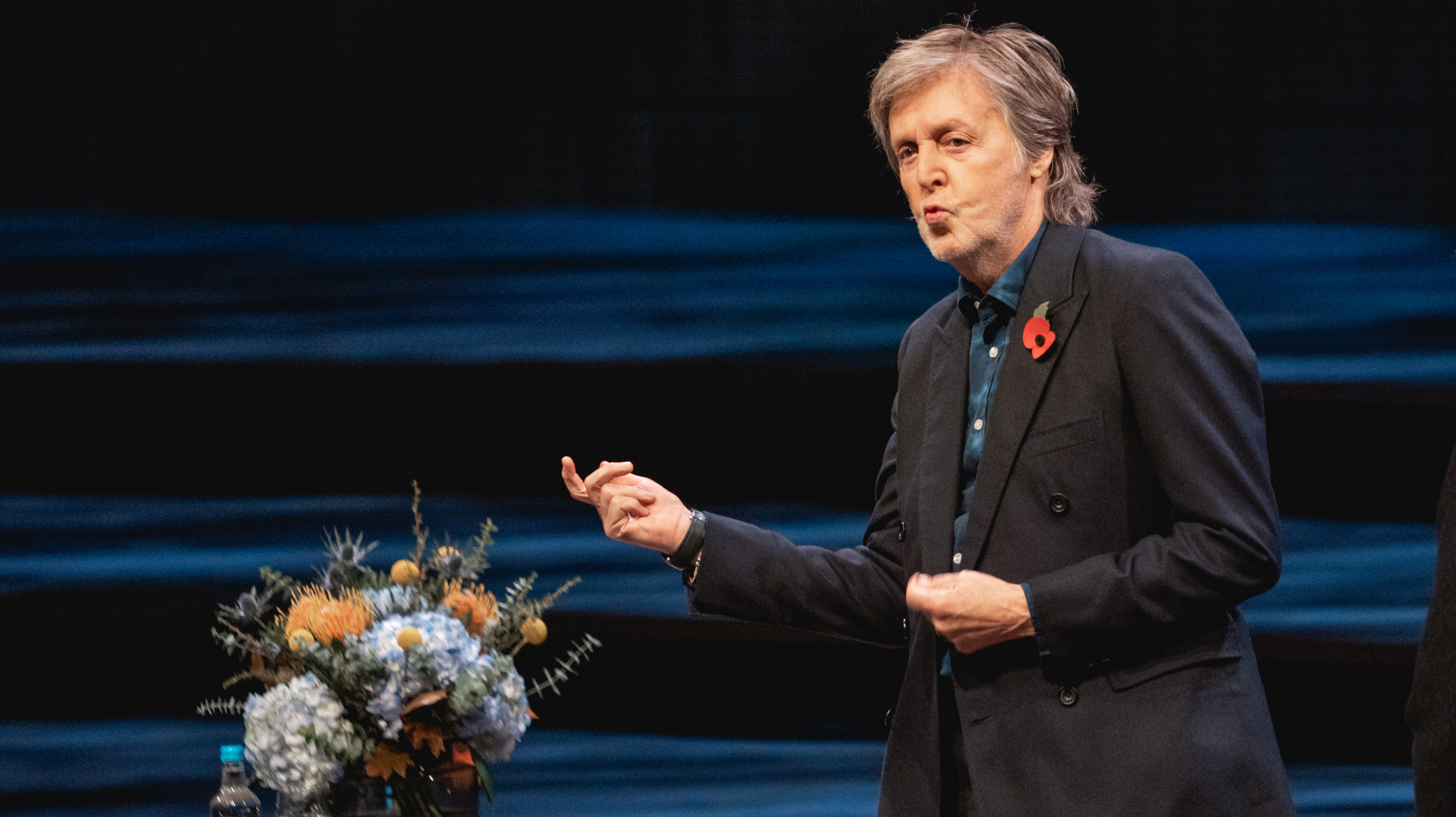
Paul McCartney en 2021.

En 2021, il est invité à discuter avec Rick Rubin de sa carrière et de ces enregistrements dans une série de six épisodes de trente minutes, présentée sur la plateforme Hulu, intitulée McCartney 3,2,1 (en). Le 2 novembre de la même année sera publié un beau-livre en deux volumes intitulé The Lyrics: 1956 to the Present (en) qui compile les paroles de 154 de ses chansons et des anecdotes de leur écriture. Écrit en collaboration avec le poète irlandais Paul Muldoon, cette collection comprend les paroles d'une chanson datant de l'époque des Beatles qui n'a jamais été enregistrée, Tell Me Who He Is.
En février 2022, Paul McCartney annonce le lancement de sa première tournée depuis la survenue de la pandémie de Covid-19. Intitulée Got Back (en), cette nouvelle série de concerts débute aux États-Unis. Sur scène, il se permet un duo avec John Lennon où l'image et la voix de son ex-collègue, tirée du concert des Beatles sur le toit, est projetée sur écran et chante avec lui la chanson I've Got a Feeling. La tournée se poursuit par un passage en Australie à l'automne 2023et des arrêts en Amérique du Sud. Après quelques spectacles en Europe, la tournée se rend à Londres, le 19 décembre 2024, avec des invités surprise; Ronnie Wood, guitariste des Rolling Stones qui participe à la prestation de Get Back, et surtout Ringo Starr, avec lequel il joue Sgt Pepper’s Lonely Hearts Club Band et Helter Skelter. Pour l'occasion, le bassiste a utilisé, pour la première fois en cinquante ans, sa basse Höfner, dérobée en 1972 et retrouvée en début d'année. McCartney se permet alors une pause et annonce la reprise de la tournée pour l'automne 2025 avec seize nouveaux spectacles aux États-Unis et trois au Canada.
En juin 2023, il sort un recueil de ses photos, 1964: Eyes of the Storm (en), accompagné d'une exposition de celles-ci au National Portrait Gallery de Londres. À la même occasion, il annonce que la « dernière chanson » des Beatles a été achevée et sortira au courant de l'année. Now and Then, le troisième enregistrement démo de John Lennon, entamé en 1995 pour le projet Anthology, sort le 2 novembre 2023 et se hisse au sommet du palmarès britannique et dans le top dix aux États-Unis. McCartney participe aussi au nouvel album des Rolling Stones, Hackney Diamonds, où il est invité à la basse sur la chanson Bite My Head Off. One Hand Clapping (en), l'album live et le film des Wings captés aux studios Abbey Road en 1974, sort en septembre 2024.
Le 11 février 2025, à 10 heures, son compte Instagram annonce un concert le soir même au club Bowery Ballroom du Lower Manhattan. La vente de billets se fait sur place en journée et réservée à un par personne. La salle ne compte que 600 places mais la table de son et d'éclairage fait en sorte que seulement 575 spectateurs ont eu la chance d'assister à ce rare concert intime de l'ex-Beatle. Les billets se sont vendus en moins de trente minutes. Un second spectacle surprise a lieu le lendemain dans les mêmes conditions suivi d'un troisième et dernier le 13, toujours annoncé le matin même. Le dimanche suivant, le musicien est un des invités à l'émission Saturday Night Live 50th Anniversary Special (en) enregistrée en direct. Pour sa huitième présence à cette émission, il clôt le spectacle avec le medley des chansons des Beatles Golden Slumbers, Carry That Weight et The End.
En mai 2025, la distribution du film d'animation High in the Clouds a finalement été annoncée. Basé sur son propre livre (en), McCartney a écrit treize chansons pour le projet mais six seront entendus dans le film. Il interprètera la voix du personnage du morse (un clin d'œil à la chanson I Am the Walrus), le batteur gaucher du groupe The Sweets, avec Ringo Starr dans le rôle de l'autruche, le batteur du groupe, tandis que Himesh Patel jouera le personnage principal, Wirral, inspiré de John Lennon. Le film mettra en vedette les voix de Hannah Waddingham (la méchante Gretch) avec Céline Dion et Idris Elba (les parents de Wirral). Lionel Richie, Jimmy Fallon, Clémence Poésy, Pom Klementieff et Alain Chabat complèteront la distribution. Maintenant réalisé par Toby Genkel, la sortie du film est prévue pour 2027, produit par la société Gaumont.
Le 7 juin, McCartney est un invité surprise lors du concert de Bruce Springsteen à Liverpool. Pendant le rappel, ils interprètent le tube des Beatles Can't Buy Me Love. C'est la troisième fois qu'ils partagent la scène ensemble; en 2012 durant le Hard Rock Calling (en) au Hyde Park de Londres et en 2022 à Glastonbury. La journée précédente, les deux musiciens ont visité le Liverpool Institute for Performing Arts (en) (LIPA) dont McCartney est le co-fondateur.

## Vie privée

### Relation avec Jane Asher

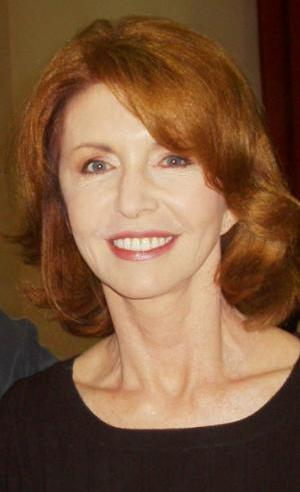
Jane Asher.

Brian Epstein avait fait de son mieux pour cacher le mariage de John Lennon (pour leur image auprès des jeunes fans, il était préférable que celles-ci les croient célibataires), mais l'information transpira. Lorsque la question fut évoquée dans une interview du groupe, John vanta les joies de la paternité, tandis que Paul déclarait que cette condition ne l'attirait guère.
McCartney rencontre pour la première fois Jane Asher, 17 ans, envoyée par le Radio Times pour interviewer le groupe au moment de son passage au Royal Albert Hall, le 18 avril 1963. Actrice bien connue en Angleterre, Paul la trouvait de son goût bien avant de la rencontrer. Un an plus tard, après A Hard Day's Night, Jane Asher devient une sorte de « fiancée permanente » de Paul et il emménage même dans une chambre au grenier de la maison des Asher au 57 rue Wimpole du quartier Marylebone de Londres où il y écrit plusieurs chansons. Il offre même quelques chansons au frère de sa copine, Peter Asher, du duo Peter and Gordon, dont A World Without Love (en) qui atteindra le sommet des palmarès des deux côtés de l'Atlantique. Paul et Jane sont inséparables, on les voit partout ensemble, mais le couple se sépare en 1968. Début 1969, après une courte idylle avec la scénariste américaine Francie Schwartz (en), le dernier des Beatles resté célibataire, annonce son prochain mariage avec une jeune Américaine divorcée, Linda Eastman.

### Mariage avec Linda Eastman

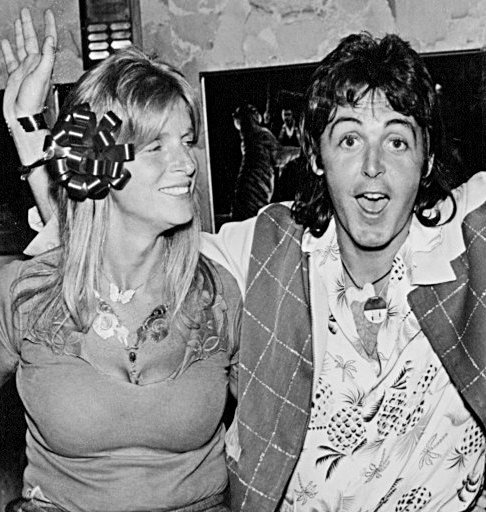
Linda et Paul McCartney en 1976.

La photographe américaine Linda Eastman rencontre McCartney pour la première fois, le 15 mai 1967, dans le club de musique The Bag O'Nails (en) de Londres lors d'un spectacle de Georgie Fame. Ils terminent la soirée au Speakeasy Club. Quatre jours plus tard, lors du lancement médiatique du disque Sgt. Pepper's Lonely Hearts Club Band au domicile de Brian Epstein, où elle est invitée comme photographe, les deux se retrouvent et une relation semble commencer. Le Beatle tentera, dans les semaines suivantes, de remettre sur les rails sa relation avec Jane Asher, mais il y a rupture et McCartney reprend contact avec Linda qui est retournée à New York. Le 12 mars 1969, le couple se marie à la mairie de Marylebone de Londres. La même année, Linda donne naissance à Mary (née le 28/08/1969) sa seconde fille et le premier enfant de Paul (celui-ci adoptera Heather (née le 31/12/1962), la première fille de Linda). Et durant les années 1970, deux autres petits McCartney agrandissent la famille, une autre fille prénommée Stella (née le 13/09/1971) et un garçon, James (né le 12/09/1977).
Paul se revendique monogame : il ne tarit jamais d'éloges sur Linda, qu'il mobilise dans son groupe Wings, écrit des chansons pour la célébrer ouvertement (My Love, Letting Go, entre autres), Paul déclare à longueur d'interview que la chance de sa vie est d'avoir rencontré Linda. Dans le monde du show-bizness où le divorce est chose courante (les autres Beatles ont l'occasion de le découvrir), le couple de Paul et Linda reste uni, jusqu'à la mort de celle-ci, en 1998, des suites d'un cancer du sein.

### Mariage avec Heather Mills

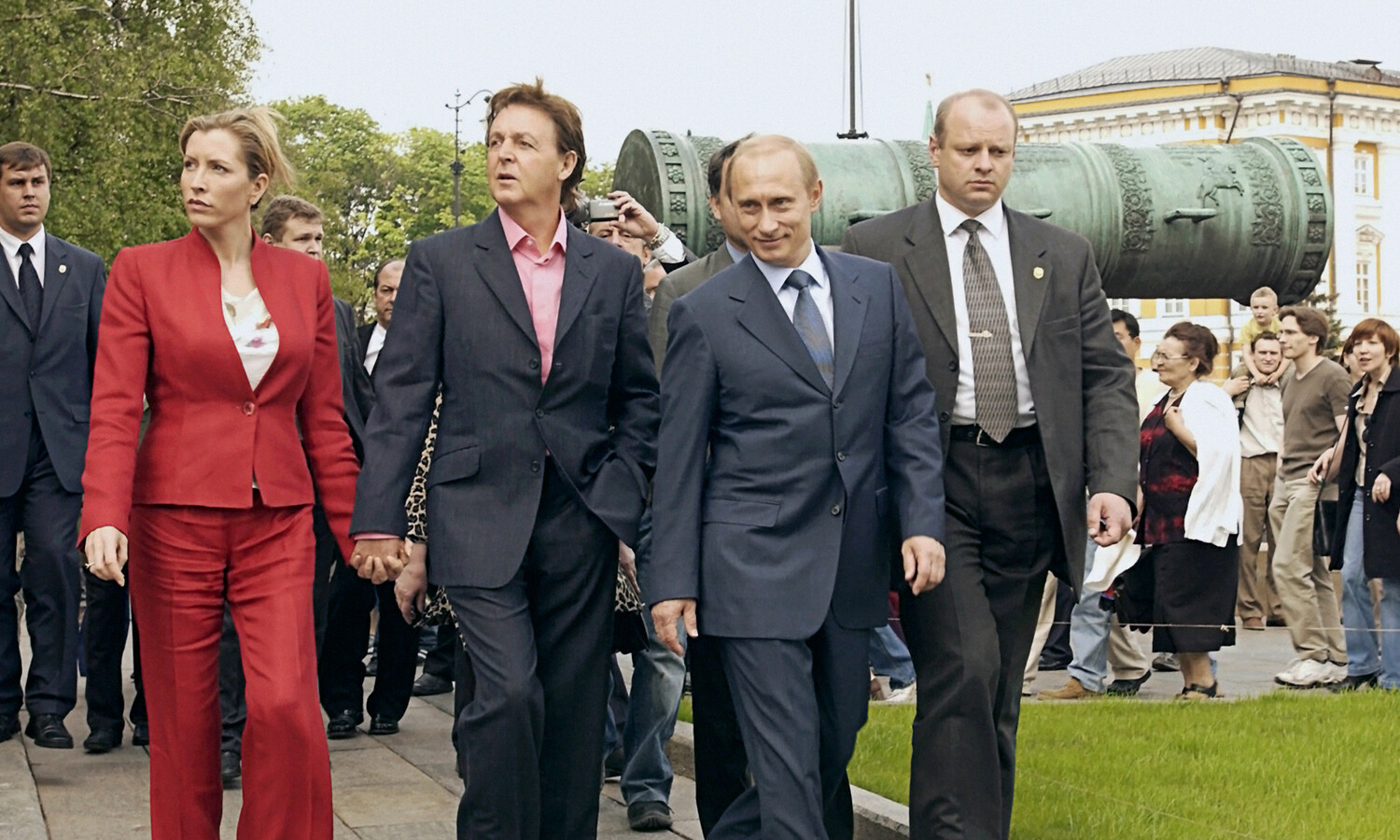
Heather Mills, Paul McCartney et le Président russe, Vladimir Poutine à Moscou en 2003

En 2002, il épouse Heather Mills. Avec cet ancien mannequin, amputée d'une partie de la jambe gauche à la suite d'un accident, il milite contre l'usage de mines antipersonnel et la chasse aux phoques. Malgré la naissance d'un enfant en 2003, le couple se sépare en 2006, et un divorce très médiatisé s'ensuit en 2008. Heather Mills obtient un paiement de divorce de 24,3 millions de livres.

### Mariage avec Nancy Shevell
Le dimanche 9 octobre 2011, Paul épouse, à la mairie de Marylebone, au centre de Londres, l'Américaine Nancy Shevell, héritière du propriétaire de l'entreprise américaine de transport routier New England Motor Freight Inc. (qui a fait faillite en 2019).

## Causes et engagements
Paul McCartney soutient les causes suivantes :
- PETA[193] : Paul McCartney est aujourd'hui très actif dans la promotion des droits des animaux et du végétarisme, soutenant régulièrement les campagnes de Peta[194], on peut le voir expliquer les raisons de son engagement dans une vidéo intitulée « Si les abattoirs avaient des murs de verre, tout le monde serait végétarien »[195]. Paul a toujours soutenu que la compassion était l'une des principales raisons de devenir végétarien[196], et il déclare dans cette annonce : « Voilà de nombreuses années, j'étais en train de pêcher et comme je ramenais le pauvre poisson, je me suis soudainement dit : “Je suis en train de le tuer, et tout cela pour le plaisir momentané que cette activité m'apporte.” Un déclic s'est produit en moi. J'ai pris conscience, en le regardant se débattre pour prendre de l'air, que sa vie était aussi importante pour lui que la mienne l'était pour moi »[197]. En décembre 2008, dans une interview publiée dans Prospect, Paul McCartney déclara qu'il avait écrit au 14e dalaï-lama pour lui reprocher de ne pas être totalement végétarien, en contradiction avec sa déclaration selon laquelle « en tant que bouddhistes, nous croyons qu'il ne faut infliger de souffrances à aucun être sensible ». Le dalaï-lama lui ayant répondu qu'il avait besoin de manger de la viande selon ses médecins, McCartney lui dit qu'ils avaient tort[198],[199].
- McCartney crée un site et un mouvement afin de promouvoir une alimentation moins carnée : Meat Free Monday (MFM)[200] : Stella, Mary et Paul McCartney s'engagent aux côtés d’autres célébrités pour promouvoir « un jour sans viande chaque semaine »[200] afin, entre autres, de réduire les émissions de CO2, « manger moins de viande pour un monde meilleur ». Paul déclare : « Dans l'avenir, nous allons tous devoir changer la façon dont nous mangeons. Nous pensons qu'il est possible de modifier notre alimentation avec un sentiment d'optimisme, de joie, et la satisfaction d'aider à vraiment faire la différence dans le monde. » Il compose une chanson qu'il offre librement en téléchargement[201]. Aux McCartney s'associent Olivia Harrison, Yoko Ono, Sheryl Crow, Jeff Beck, Bryan Adams, Moby, et de nombreuses célébrités parmi lesquelles Gwyneth Paltrow, Richard Branson, Alec Baldwin et Joanna Lumley.
- The Liverpool Institute for Performing Arts (LIPA) : Dans le milieu des années 1980, Paul a visité son ancienne école The Liverpool Institute for Boys (Institut pour garçons de Liverpool). À l'occasion de cette visite, il a entrepris de sauver ce qui restait alors du bâtiment abandonné. L’institut des arts de Liverpool a ouvert en 1996 et est devenu un établissement d'enseignement supérieur. Aujourd'hui LIPA a la réputation d'être l'un des leaders britanniques des établissements d'enseignement supérieur des arts. LIPA assure l'éducation et la formation dans toutes les disciplines des arts et du spectacle[202].
- La Musicothérapie Nordoff-Robbins (La transformation de la vie par la musique) : Depuis 1988, Paul a joué un rôle important dans la sensibilisation à la musicothérapie Nordoff-Robbins. Il s'est activement impliqué dans un certain nombre de projets[203].
- The Vegetarian Society et le Végétarisme : Paul et Linda sont devenus patrons de la « Vegetarian Society » en 1995, apportant leur soutien à une cause à laquelle ils sont très sensibles. Ils participent activement à de nombreuses campagnes de sensibilisation[204],[205],[206].

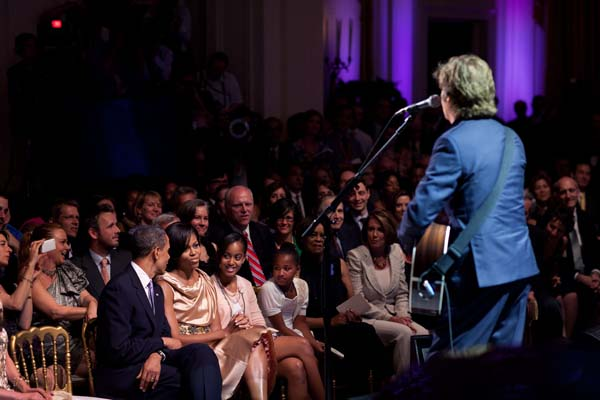
Paul McCartney chantant Michelle à Michelle Obama.

- The OneVoice Movement[207] : OneVoice est un mouvement populaire qui s'emploie à mettre fin aux conflits israélo-palestiniens. Au mois de mai 2009, Paul McCartney, qui a officiellement rejoint son conseil d'administration international en tant que conseiller, invite le Président Obama à soutenir le Mouvement OneVoice[208],[209]. McCartney ajoute : « Je suis un fier supporteur de OneKind. La cruauté et la souffrance envers les animaux est totalement inacceptable. Il est temps que nous le reconnaissions et que nous en prenions conscience »[210].

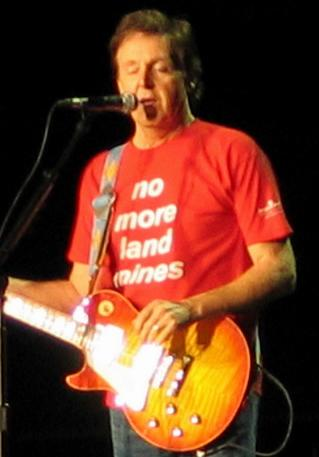
McCartney militant contre les mines antipersonnel

- No More Land Mines[211] : La Convention sur l'interdiction des mines antipersonnel ou traité d'Ottawa est signée en 1997, et entrée en vigueur le 1er mars 1999, mais son succès reste mitigé étant donné que la majorité des états producteurs et utilisateurs de mines antipersonnel refusent d'adhérer au texte. En 2001, Heather McCartney et son mari s'engagent pour l'éradication des mines antipersonnel, de même que d'autres personnalités telles que Lady Diana Spencer ou Adriana Karembeu, appuyant les efforts de nombreuses organisations telles que HAMAP, Handicap International, l'ONU[211] et le Comité international de la Croix-Rouge, ils arborent des affiches et portent des tee-shirt « No More Land Mines » durant les concerts[212]. Le 23 septembre 2004 à Los Angeles, Paul et Heather McCartney sont les hôtes du Gala annuel pour éliminer les champs de mines. L'événement recueille plus d'un million de dollars en faveur de la campagne Adoptez un champ de mines de l'Association des Nations unies[213],[214]. Au 1er mars 2007, 153 pays ratifient le traité d'Ottawa ou y adhèrent[215].
- David Lynch Foundation[216] : En 2009, Paul McCartney s'engage auprès de David Lynch pour la promotion de la Méditation transcendantale[217] au sein de la Fondation David Lynch, qui rassemble pour un concert McCartney, Ringo Starr, Moby, Sheryl Crow, Eddie Vedder de Pearl Jam, Donovan et Ben Harper. Paul McCartney et Ringo Starr ne sont apparus ensemble en public qu'un petit nombre de fois depuis la séparation des Beatles en 1970 ; ils avaient joué ensemble en 2002 à l'occasion d'un concert donné en hommage à George Harrison au Royal Albert Hall de Londres. Cet événement constitue l'apogée d'un concert au Radio City Music Hall de New York le 4 avril 2009[218]. La soirée est intitulée Change Begins Within (Le changement commence de l'intérieur)[219]. Les bénéfices recueillis doivent servir à enseigner la méditation transcendantale à un million d'enfants à risque[220].
- Paul McCartney s'indigne d'un décret du gouvernement français interdisant les menus végétariens dans les écoles, interdiction devant être étendue aux autres établissements publics : « C'est un pas en arrière pour la France. Il va à l'encontre de la Charte des Droits Fondamentaux de l'Union Européenne en refusant le droit aux personnes d'exprimer leurs croyances. Nul besoin de manger des animaux, en réduisant la quantité de viande que nous mangeons, nous pouvons combattre le changement climatique et réduire le risque de maladies cardiaques ainsi que d'autres maux[221] ». PeTA honore à son tour Paul McCartney pour son engagement à leurs côtés en éditant un timbre à son effigie aux États-Unis[221].

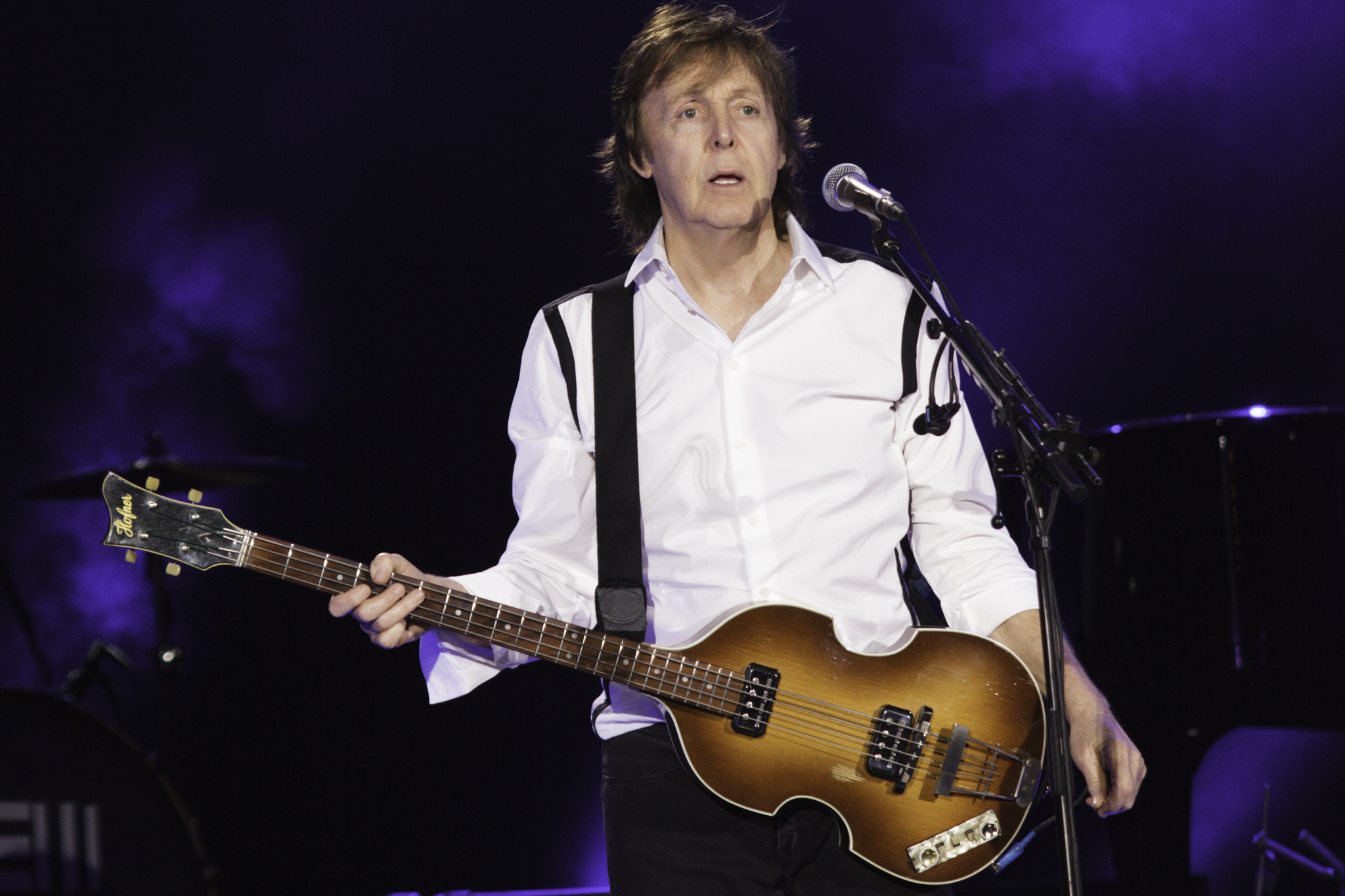
Paul McCartney en 2012.

- Soutien à Pussy Riot. Depuis août 2012, McCartney se joint à une longue liste de musiciens pour venir en aide au groupe punk Pussy Riot, dont Madonna, Peter Gabriel, les Red Hot Chili Peppers, Patti Smith, Sting et bien d'autres[222]. Il récidive le 23 mai 2013 dans une lettre manuscrite aux autorités russes parce qu'un de ses membres, Maria Alyokhina entame une grève de la faim depuis la veille : « J'ai une longue relation avec le peuple russe, et dans cet esprit, je fais la requête suivante dans un esprit d'amitié pour mes nombreuses rencontres russes qui, comme moi, croient dans le traitement des personnes, de toutes les personnes, avec compassion et bonté »[223],[224],[225]
- Soutien aux victimes du terrorisme. Immédiatement après les attentats du 11 septembre, Paul McCartney tourne le documentaire The Love We Make, dans lequel il explique sa volonté d'aider les victimes de New York. Un concert est organisé pour l'occasion où participent des personnalités telles qu'Elton John, Billy Joel, Mick Jagger, Bill Clinton et bien d'autres. Le concert se conclut sur la chanson composée par Paul pour l'occasion, Freedom, où il dit entre autres « Je me battrai pour mon droit à vivre libre ». En 2008, Paul McCartney inclut Israël dans sa tournée, ce qui provoque la colère d'activistes du mouvement Boycott, désinvestissement et sanctions (BDS), association de militants pro-Palestine[226]. Alors qu'il est menacé de mort, le Mossad, services secrets israéliens, prend en charge la protection du chanteur en Israël[227].
- March For Our Lives. Le 24 mars 2018, Paul McCartney participe à la manifestation à New York pour exiger un contrôle accru des armes à feu aux États-Unis. Vêtu d'un Tee-shirt affichant « Nous pouvons mettre fin à la violence armée », il évoque l'un de ses meilleurs amis, tué non loin des lieux de la manifestation. Il parle de John Lennon, son partenaire des Beatles, assassiné le 8 décembre 1980.
- Engagement en faveur de la vaccination contre la COVID-19. Le 2 août 2021, alors âgé de 79 ans, il publie sur son compte Instagram une photo, massivement relayée, de lui en train de se faire vacciner avec la légende : « Soyez cool, vaccinez-vous - Paul » ("Be cool. Get vax'd - Paul").

## Distinctions

Blason de Paul McCartney.

Paul McCartney est distingué des récompenses suivantes :
- Paul McCartney devient membre de l'ordre de l'Empire britannique (MBE) en 1965, en même temps que les trois autres Beatles[228]. Il est fait Knight Bachelor en 1996[229].
- En 1990, un astéroïde découvert en 1983 par l'astronome Edward L. G. Bowell est baptisé (4148) McCartney en son honneur[230].

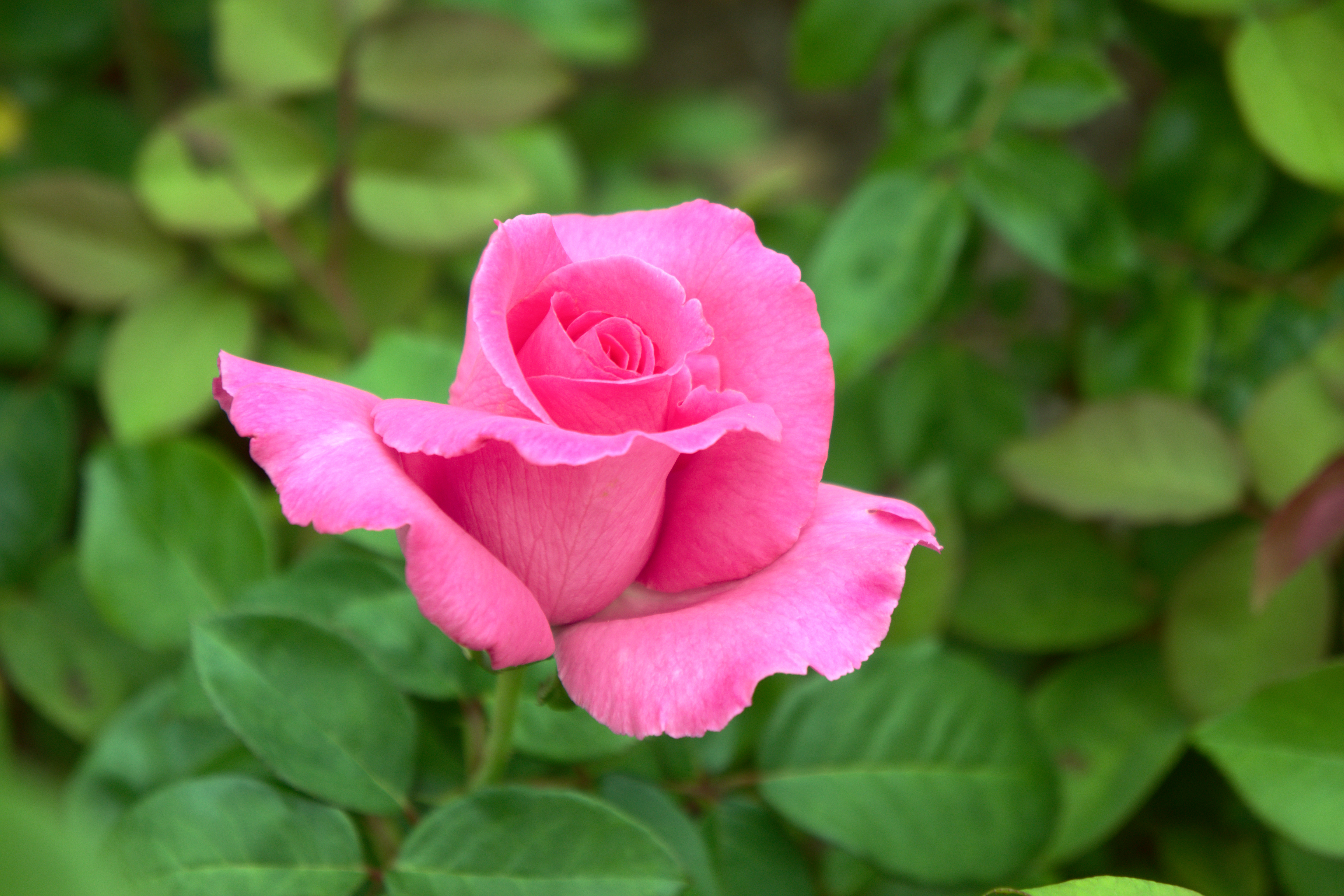
La Rosa « Meizeli »; la rose McCartney.

- La société Meilland a nommé un rosier hybride de thé, crée en 1988 et commercialisée en 1991, The McCartney Rose en son honneur[231],[232].
- En 1992, il obtient le prix Polar Music lors de la première édition de ce prix.
- Sir Paul McCartney reçoit en juin 2001 ses propres armoiries du College of Arms. Le cimier au-dessus du blason est surmonté d'un Liver bird (oiseau mythique emblème de Liverpool, référence aux origines de McCartney) sable tenant dans sa patte dextre une guitare d'or[233],[234]. Le blason est d'or, flanqué de sable à une divise du premier (les deux flancs ressemblant ainsi à des carapaces de scarabées, référence aux Beatles) accompagné en tête et en pointe de 2 tourteaux du deuxième (ogoesse), figurant des disques, et chargé sur le tout de 6 filets en pal de l'un en l'autre, symbolisant des cordes de guitare. Sa devise est Ecce cor meum « Voici mon cœur », titre d'un oratorio composé par McCartney et créé en 2001[235].

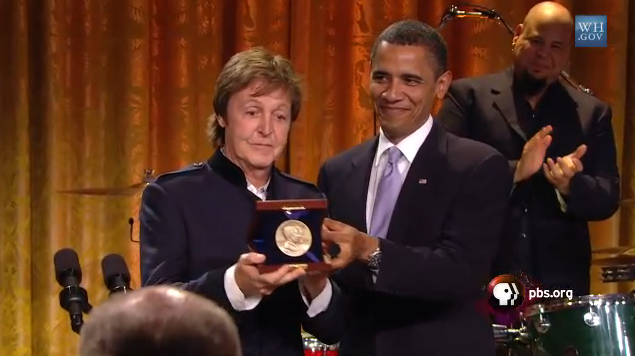
McCartney et Barack Obama lors de la remise du prix Gershwin.

- 2008 : Doctorat honoris causa de l'université Yale[236]
- Le 2 juin 2010, à la Maison-Blanche, il reçoit des mains du Président des États-Unis Barack Obama, le Gershwin Prize for Popular Song récompensant sa contribution exceptionnelle à la musique populaire (bon nombre d'artistes dont Stevie Wonder ou Elvis Costello[237] se produisent en sa compagnie).
- Il est en outre le seul auteur-compositeur au monde à avoir jamais reçu un disque de rhodium d'un poids de 1,5 kg de la part du Livre Guinness des records, en 1979, aux États-Unis[238].
- Le 1er décembre 2011, il est une nouvelle fois nommé aux Grammy pour Paul McCartney et Wings. L'édition de luxe de Band on the Run, parue en 2010, est nommée aux Grammy Awards, dans la catégorie Meilleur album historique[239].
- Il est récipiendaire du Grammy pour « Best Traditional Pop Vocal Album » en 2013 pour Kisses on the Bottom et « Best Boxed or Special Limited Edition Package » pour la réédition de Wings over America en 2014[240].
- Le 9 février 2012, Paul McCartney inaugure sur le Hollywood Walk of Fame son étoile, située devant l'édifice de Capitol Records au 1750 Vine Street[241]. Les Beatles ont déjà leur étoile au 7080 boulevard Hollywood depuis le 25 décembre 1998[242].
- Le 8 septembre 2012, Paul McCartney est élevé au rang d'officier de la Légion d'honneur, décoration qu'il reçoit des mains du président de la République Française François Hollande au palais de l'Élysée[243].
- Une tulipe hybride rouge avec des bordures blanches, créée en 2015 aux Pays-Bas après 20 ans de croisements, a été nommée Tulipa Paul McCartney[244].
- Le 12 février 2018, il est lauréat du prix Wolf en art.
- Le 4 mai 2018, après avoir été placé sur la Queen's Birthday Honours List le 17 juin de l'année précédente[245], il est décoré par la reine une seconde fois, recevant le titre de Compagnon d'honneur pour couronner « sa contribution durable à la musique au Royaume-Uni et dans le monde entier »[246].
- Deux séries de timbres-poste seront produits en son honneur par la Royal Mail et mises en circulation le 28 mai 2021. La première collection est illustrée des pochettes de huit albums (McCartney, RAM, Venus and Mars, McCartney II, Tug of War, Flaming Pie, Egypt Station et McCartney III) et la seconde proposant quatre photos noir et blanc du musicien, le représentant en studio, prises en 1970, 1971, 1980 et en 1997[247].

## Discographie

### The Beatles
1. Please Please Me (1963)
2. With the Beatles (1963)
3. A Hard Day's Night (1964)
4. Beatles for Sale (1964)
5. Help! (1965)
6. Rubber Soul (1965)
7. Revolver (1966)
8. Sgt. Pepper's Lonely Hearts Club Band (1967)
9. Magical Mystery Tour (1967)
10. The Beatles (l'« Album blanc ») (1968)
11. Yellow Submarine (1969)
12. Abbey Road (1969)
13. Let It Be (1970)

### Wings

#### Albums studios
1. Wild Life (1971)
2. Red Rose Speedway (1973)
3. Band on the Run (1973)
4. Venus and Mars (1975)
5. Wings at the Speed of Sound (1976)
6. London Town (1978)
7. Back to the Egg (1979)

#### Album en concert
1. Wings over America (1976)
2. Concerts for the People of Kampuchea (1981) (Collectif - artistes variés)
3. One Hand Clapping (en) (2024)

#### Compilations
Ces albums compilation contiennent des pistes solo et enregistrées avec Wings.
1. Wings Greatest (1978)
2. All the Best! (1987)
3. Wingspan: Hits and History (2001)
4. Pure McCartney (en) (2016)
5. Say Hello to Paul McCartney (format Yoto, 2023)

### The Fireman
1. Strawberries Oceans Ships Forest (1993)
2. Rushes (1998)
3. Electric Arguments (2008)

### Carrière solo

#### Albums studios
1. McCartney (1970)
2. Ram (1971 crédité à Paul et Linda McCartney[248])
3. McCartney II (1980)
4. Tug of War (1982)
5. Pipes of Peace (1983)
6. Press to Play (1986)
7. Снова в СССР (1988/1991, album de reprises de chansons rock 'n' roll)
8. Flowers in the Dirt (1989)
9. Off the Ground (1993)
10. Flaming Pie (1997)
11. Run Devil Run (1999, album de reprises de chansons rock 'n' roll)
12. Driving Rain (2001)
13. Chaos and Creation in the Backyard (2005)
14. Memory Almost Full (2007)
15. Kisses on the Bottom (2012, album jazz avec Diana Krall)
16. New (2013)
17. Egypt Station (2018)
18. McCartney III (2020)

#### Albumsen concert
1. Tripping the Live Fantastic (1990)
2. Unplugged (The Official Bootleg) (1991)
3. Paul Is Live (1993)
4. Back in the U.S. (2002)
5. Back in the World (2003)
6. Good Evening New York City (2009)
7. Paul McCartney Live in Los Angeles (2010)
8. Amoeba Gig (2019)

#### Autres
1. The McCartney Interview (en) (1981, interview enregistrée en 1980)
2. Give My Regards to Broad Street (1984, trame sonore du film homonyme)
3. Twin Freaks (2005) (Remix du DJ Roy Kerr)

#### Musique expérimentale
1. Liverpool Sound Collage (2000)

#### Musique classique
1. Thrillington (1977) - version orchestrale de l'album Ram, (paru sous le pseudonyme de Percy Thrills Thrillington)
2. Paul McCartney's Liverpool Oratorio (1991)
3. Paul McCartney's Standing Stone (1997)
4. Working Classical (1999)
5. Ecce Cor Meum (2006)
6. Ocean's Kingdom (2011)

### Musique ou chansons pour le cinéma
1. The Family Way (1967) - trame sonore du film homonyme. Orchestrations de George Martin
2. Live and Let Die (1973) - chanson thème du film homonyme
3. Spies Like Us (en) (1985) - chanson thème du film homonyme
4. Vanilla Sky (en) (2001) - chanson thème du film homonyme
5. A Love for You (2003) - tirée du film The In-Laws
6. (I Want To) Come Home (2009) - tirée du film Everybody's Fine

## Collaborations

### Avec les ex-Beatles

#### Starr
Paul McCartney collabore à plusieurs reprises avec Ringo Starr sur les albums du batteur ainsi que sur ses propres publications.
Albums de Ringo Starr
- Il effectue les arrangements de la chanson Stardust de son album de 1970, Sentimental Journey.
- Il lui écrit les chansons Six O'Clock (1973), Pure Gold (1976), Private Property et Attention (1981), Walk With You (2010), We're on the Road Again (2017) et Feeling the Sunlight (2023 (en)[249]) sur lesquelles, entre autres, il participe comme musicien.
- En 2019, il joue de la basse et fait des chœurs sur le titre Grow Old with Me (en), écrit par John Lennon, qui se retrouve sur l'album What's My Name. Pour boucler la boucle, une courte mélodie tirée de Here Comes the Sun, de George Harrison, est entendue dans l'orchestration[250].

Albums de Paul McCartney
- En 1982, Starr est entendu sur trois chansons de l'album Tug of War; Take It Away, 	Ballroom Dancing et Wanderlust.
- Sur Pipes of Peace, sorti l'année suivante, l'ex-batteur des Beatles est entendu sur les chansons Average Person et So Bad (en).
- En 1984, Starr participe à la bande originale Give My Regards to Broad Street et joue dans le film.
- Il est le batteur sur plusieurs chansons de l'album Flaming Pie, sorti en 1997, et collabore à l'écriture de Really Love You (en)[251].

#### Harrison
- McCartney est invité, avec sa femme Linda et Denny Laine en 1981, à faire les chœurs sur la chanson hommage à John Lennon, All Those Years Ago, de George Harrison. Ringo Starr participe aussi à cet enregistrement[252].

#### Lennon
- À part un bœuf publié sur le bootleg A Toot and a Snore in '74 (en), McCartney n'a jamais collaboré avec John Lennon après la séparation des Beatles[253].

### Avec Wings
- Linda McCartney, épouse de Paul et membre des Wings durant toute la carrière du groupe. Son album, Wide Prairie, publié en 1998 à titre posthume, est une compilation regroupant des chansons de Linda compilées par Paul, avec comme musiciens Denny Laine, Jimmy McCulloch, Joe English, Laurence Juber, James McCartney et bien sûr Paul lui-même.
- Denny Laine des Wings, membre de novembre 1971 à 1981, était auparavant un ancien membre des Moody Blues.
- Jimmy McCulloch, membre de septembre 1973 à novembre 1978, faisait partie de Thunderclap Newman et de Stone the Crows ; il fit aussi une brève apparition avec les Small Faces fin 1978. Il est mort en 1979 d'une crise cardiaque liée à une surdose. Comble d'ironie, c'est lui qui chantait la chanson Medicine Jar : « Get on your feet, you won't get far if you keep on sticking your hand in the medicine jar.» «Lève-toi, tu n'iras pas loin si tu continues à fouiller dans le pot de médicaments. »
- Geoff Britton, champion de karaté, joint le groupe de mai 1973 à juin 1974 au poste de batteur.
- Laurence Juber, membre de juillet 1978 à avril 1981, connaît depuis un grand succès aux États-Unis.

Denny Laine, Laurence Juber, Steve Holly et Denny Seiwell donnent toujours des concerts de Wings à l'occasion des différentes fêtes Beatles à travers le monde.

### Autres

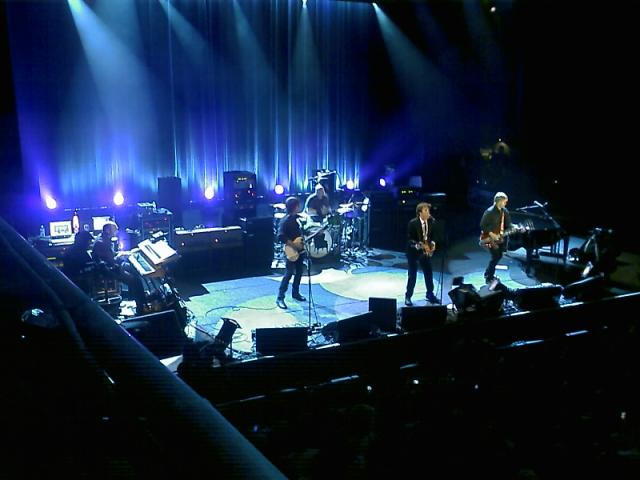
À l'Olympia le 22 octobre 2007.

- Avec Tony Sheridan, il coécrit en 1962 la chanson Tell Me if You Can[254],[255].
- Il offre quatre chansons à Peter Asher, membre du duo Peter and Gordon et frère de sa compagne Jane; A World Without Love (en) (qui a atteint la première place des palmarès britannique et américain[256]), I Don't Want to See You Again (en), Nobody I Know (en) (1964) et Woman (en) (1966).
- Il initie et participe à l'enregistrement de sa composition Catswalk, une pièce instrumentale jazz datant du temps des Quarrymen. Elle a été enregistrée par Chris Barber's Jazz Band et sortie en single, sous le nom Cat Call, le 20 octobre 1967[257].
- En 1968, il joue de la basse sur la chanson de Jackie Lomax Sour Milk Sea (en), écrite et produite par George Harrison. Tous les Beatles, sauf John Lennon, participent à l'enregistrement[258].
- Il joue de la basse sur la chanson Carolina in My Mind (en) du premier album (en) de James Taylor sur laquelle George Harrison est aussi choriste. Cet album est produit par Peter Asher et publié sur le label Apple Records en 1968.
- Le 9 mai 1969, il joue de la batterie, de la basse et fait les chœurs sur la chanson My Dark Hour (en) de Steve Miller[259].
- John Bonham[260] et John Paul Jones (Led Zeppelin), David Gilmour (Pink Floyd), Pete Townshend (The Who), Phil Collins (Genesis), Hank Marvin (The Shadows), Stevie Wonder, Ian Paice (Deep Purple), Eric Stewart (10cc) et d'autres grands noms de la musique (majoritairement du rock) ont collaboré à plusieurs reprises aux créations de Wings ou de Paul en solo. Son Rockestra (en) sur Back to the Egg en 1979 et son album Run Devil Run en 1999 en sont des bons exemples.
- En 1979, sa chansons Girlfriend est reprise par Michael Jackson pour son album Off the Wall[261]. En 1983, McCartney collabore avec Jackson sur The Girl Is Mine de son album Thriller, chanson qui atteindra la seconde place du palmarès Billboard. La même année, ils récidivent, cette fois sur deux chansons, Say Say Say et The Man sur l'album Pipes of Peace de l'ex-beatle. La première atteindra le sommet des « charts »[262].
- L'année suivante, il écrit, produit et joue de la guitare sur la chanson On the Wings of a Nightingale (en) des Everly Brothers, une des grandes influences musicales de sa jeunesse[263].
- Toujours en 1984, il participe aux messages parlés de Feed the World, la face B du single de Band Aid, le collectif d'artistes pour l'enregistrement du single Do They Know It's Christmas?, afin d'amasser des fonds pour contrer la famine en Éthiopie.
- Il collabore avec Elvis Costello pour l'album Flowers in the Dirt (1989)[264] dont deux chansons seront placées sur Off the Ground (1993). En 1987, ils ont déjà collaborés sur Back on My Feet, la face B du single de McCartney Once Upon a Long Ago[265].
- En 1995, il collabore avec Yoko Ono sur le morceau de musique d'avant-garde Hiroshima Sky Is Always Blue qui commémore le cinquantième anniversaire de la détonation de la bombe atomique sur cette ville japonaise[266].
- En 1996, il participe, à l'instar de ses deux ex-collègues, à l'album Go Cat Go! de Carl Perkins. McCartney chante, en duo avec le musicien américain, la chanson My Old Friend. On entend Ringo Starr sur Honey Don't, George Harrison sur Distance Makes No Difference with Love et l'album clos avec la version de John Lennon de Blue Suede Shoes tirée de l'album Live Peace in Toronto 1969[267].
- Il participe à l'album Voormann and Friends - A Sideman's Journey (en), sorti en 2009, de son vieil ami Klaus Voormann sur la chanson I'm in Love Again.
- En 2012, Diana Krall et son orchestre participent à l'enregistrement de Kisses on the Bottom avec, comme invités, Stevie Wonder, Eric Clapton et Bucky et John Pizzarelli, entre autres. Krall enregistrera la chanson inédite de McCartney, If I Take You Home Tonight, répétée lors de l'enregistrement de cet album jazz mais non retenue, pour être incluse sur son propre album Wallflower (en) en 2015[268].
- En 2013, The Bloody Beetroots, avec comme invités McCartney et Youth, effectuent une reprise de Nothing Too Much Just Out of Sight, tirée de l'album Electric Arguments, renommée pour l'occasion Out of Sight.
- En 2014, il remporte le Grammy pour la meilleure chanson rock, Cut Me Some Slack (en), écrite et enregistrée en collaboration avec les membres survivants du groupe Nirvana; Dave Grohl, Krist Novoselic et Pat Smear. La séance d'enregistrement est rattachée à la réalisation du documentaire de Grohl, Sound City, sur le studio éponyme[269]. En 2017, Dave Grohl l'invite à jouer de la batterie sur le titre Sunday Rain de l'album Concrete and Gold des Foo Fighters[270].
- Fin 2014, il est coauteur et claviériste sur la chanson Only One de Kanye West et récidive, début 2015, en coopérant avec celui-ci sur la chanson FourFiveSeconds de Rihanna. Cette chanson fut très bien accueillie bien que certaines personnes du jeune public ne connaissaient pas Paul McCartney[271]. Toujours en 2015 est publiée la chanson All Day (en), une autre collaboration entre les deux hommes[272].
- En 2023, il est invité, avec Ringo Starr à la batterie, afin de chanter les chœurs et de jouer du piano sur la reprise de sa composition Let It Be qui paraît sur l'album Rockstar (en) de la chanteuse country américaine Dolly Parton[273].
- La même année, il joue de la basse sur la chanson Bite My Head Off de l'album Hackney Diamonds des Rolling Stones[274].
- Le 27 juin 2025, sort l'album The Secret of Life: Partners, Volume Two (en) de Barbra Streisand sur lequel il est entendu en duo avec la chanteuse sur sa composition My Valentine (en)[275].

## Producteur
Durant sa carrière solo, McCartney est producteur de ses albums, avec ou sans Wings, jusqu'à McCartney II sauf pour Band on the Run (Geoff Emerick). Ensuite, il sera coproducteur sur certains albums, jusqu'à donner ce rôle à d'autres tels George Martin, David Kahne (en) ou Greg Kurstin.
- Il est coproducteur[276] pour l'enregistrement de la reprise de sa chanson Got to Get You into My Life par Cliff Bennett and the Rebel Rousers (en) en 1966[277].
- En 1968, il produit et joue de la batterie sur la chanson Thumbin' a Ride, la face B du single américain New Day de Jackie Lomax[258].
- Utilisant le pseudonyme Apollo C. Vermouth[278], il produit en 1968 la chanson du groupe Bonzo Dog Doo-Dah Band, I'm the Urban Spaceman, écrite par Neil Innes[279].
- En 1968, il coproduit et participe à l'enregistrement de l'album McGough & McGear avec son frère[280].
- Thingumybob, une de ses compositions, est enregistrée par le Black Dyke Mills Band en 1968. Ce morceau de fanfare est destiné à être l'indicatif musical de l'émission de comédie homonyme pour la chaîne Yorkshire Television. La face B est une reprise de Yellow Submarine[281].
- Il a produit quelques singles de Mary Hopkin, dont le grand succès Those Were the Days en 1968 et sa propre composition Goodbye en 1969 pour laquelle il joue la majorité des instruments[282]. Cette même année, il produit l'album Post Card (en) de la chanteuse galloise[283].
- Il produit aussi les chansons Come and Get It, qu'il a écrite, Rock of All Ages et Carry On Till Tomorrow de Badfinger pour le film The Magic Christian qui se retrouveront sur leur premier album Magic Christian Music[284].
- En octobre 1974, il produit à Nashville le 45 tours de la seule composition de son père James McCartney intitulée Walking in the Park with Eloise. Créditée au groupe fictif The Country Hams, Chet Atkins est à la guitare, Floyd Cramer au piano et lui-même à la basse. La face B est une composition créditée à Paul et Linda McCartney, Bridge on the River Suite[285].
- En 2010 et 2011, il est coproducteur des E.P. de son fils James, Available Light et Close at Hand (en). Le 4 mai 2013, il sort l'album Me (en), encore une fois co-produit par son père qui effectue les chœurs sur la chanson Thinking About Rock and Roll[286].

## Filmographie
- 1964 : Quatre Garçons dans le vent
- 1965 : Help!
- 1968 : Yellow Submarine
- 1970 : Let It Be
- 1984 : Rendez-vous à Broad Street
- 1987 : Eat the Rich (en) (caméo) : un invité[287]
- 2009 : Brüno (caméo) : lui-même
- 2011 : George Harrison: Living in the Material World : lui-même
- 2017 : Pirates des Caraïbes : La Vengeance de Salazar (caméo) : l'oncle de Jack Sparrow[288]
- 2024 : One Hand Clapping (en) : lui-même avec les Wings
- 2025 : Spinal Tap 2: The End Continues (caméo) : lui-même[289]

## Télévision
- 1964 : Around the Beatles (en)
- 1966 : The Beatles at Shea Stadium (en)
- 1967 : Magical Mystery Tour
- 1973 : James Paul McCartney (en) : lui-même
- 1973 : Disney Time : lui-même
- 1983 : They Don’t Know (en) (Vidéoclip de Tracey Ullman) : lui-même[290]
- 1986 : The Prince's Trust All-Star Rock Concert : lui-même[291]
- 1995 : The Beatles Anthology : lui-même
- 1995 : Les Simpson - Lisa la végétarienne (saison 7 épisodes 5) : lui-même
- 2008 : All Together Now (en) : lui-même
- 2011 : Red Nose Day 2011 (en) : lui-même[292]
- 2011 : The Love We Make (en) : lui-même
- 2012 : 30 Rock (saison 6 épisodes 19) : lui-même
- 2015 : Saturday Night Live 40th Anniversary Special (en) : lui-même[293]
- 2015 : BoJack Horseman (saison 2 épisodes 4) : lui-même
- 2016 : Some Mothers Do 'Ave 'Em (en) (émission spéciale : Sport Relief (en) sketch) : caméo
- 2018 : The Late Late Show with James Corden : lui-même sur le segment Carpool Karaoke
- 2021 : McCartney 3,2,1 (en) : lui-même
- 2021 : The Beatles: Get Back : lui-même
- 2022 : If These Walls Could Sing (en) : lui-même
- 2013 : Now and Then – The Last Beatles Song : lui-même[294]
- 2025 : Saturday Night Live 50th Anniversary Special (en) : lui-même[175]

## Podcasting
- 2024 : Paul McCartney: A Life in Lyrics

## Publications
- 2000 : Paul McCartney: Paintings[295]
- 2021 : The Lyrics: 1956 to the Present (en) en collaboration avec Paul Muldoon[296], paru en français sous le titre Paul McCartney. Paroles et souvenirs de 1956 à aujourd'hui[297].
- 2023 : 1964: Eyes of the Storm (en), une collection de ses photos personnelles prises lors de l'explosion de la Beatlemania[298].

Livres pour enfants
- 2005 : High in the Clouds (en) en collaboration avec Philip Ardagh et Geoff Dunbar[299].

En collaboration avec l'illustratrice canadienne Kathryn Durst (en) (aussi disponible en versions audio, lu par McCartney, en format Yoto)
- 2019 : Hey Grandude! (en)[301]
- 2021 : Grandude's Green Submarine[302]

## Hommages,fan-clubet documentaire
En 2014, sort un album d'hommage intitulé The Art of McCartney (en) avec des interprétations de Billy Joel, Bob Dylan, Steve Miller, Jeff Lynne, Kiss, Roger Daltrey, Chrissie Hynde, B.B. King, Paul Rodgers, Def Leppard entre autres.
Il existe un forum officiel pour les fans de Paul McCartney appelé le Maccaboard. Il existe même une section pour les non-anglophone intitulée The World Tonight en référence à la chanson de l'album Flaming Pie. De 1977 à 1997 Paul McCartney a publié un fanzine appelé Club Sandwich,,,.
Divers fan-clubs et fanzines existent à travers le monde. Il existe un fan-club francophone appelé le Maccaclub,,,,, dirigé par les journalistes Dominique Grandfils, Victor Baissait, Carl Kieser et Patrick R.
Man on the Run, un documentaire en cours de production, réalisé par Morgan Neville (en), examinera les années 1970 de la carrière du musicien.
Very Good Trip - Paul McCartney, réalisé par Michka Assayas (9 épisodes type podcast diffusés entre les 26 février et 7 mars 2024 sur la plateforme RTBF Auvio classic 21), RTBF Auvio.